# České výtvarné umění

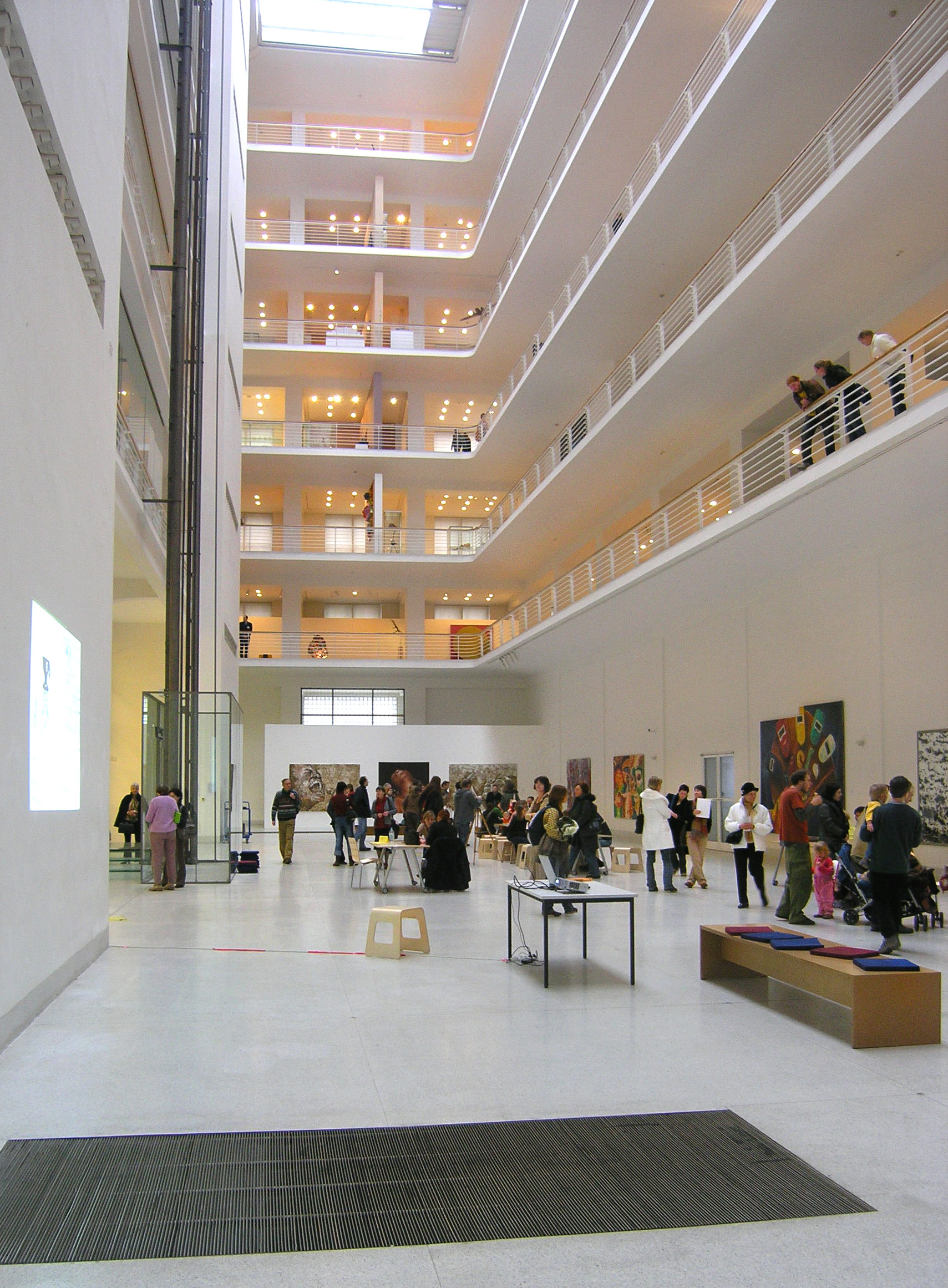
Národní galerie Praha

Projevy výtvarného umění v Česku lze dosledovat až do paleolitu (Věstonická venuše). Na Velké Moravě bylo rozvinuté hlavně šperkařství, v počátcích přemyslovského státu to byla zejména knižní iluminace. První velká éra velkoformátového malířství je spjata s vrcholnou gotikou za Karla IV. a Václava IV. (Mistr Theodorik, Mistr Třeboňského oltáře, Mistr Vyšebrodského oltáře), případně s pozdní gotikou za Jagellonců (Mistr Litoměřického oltáře). Renesanční umění v českých zemích prožilo svůj vrchol na pražském císařském dvoře Rudolfa II., v pozdně renesanční manýristické podobě, jakkoli bylo tvořené takřka výhradně cizinci. Další vzepětí přišlo s barokem, v oblasti malby, grafiky i sochařství (Jan Kupecký, Karel Škréta, Petr Brandl, Václav Hollar, Matyáš Bernard Braun). Za počátek moderního umění bývá považován nástup romantismu v první polovině 19. století (Josef Mánes). České umění druhé poloviny 19. století málokdy experimentovalo, ale přineslo respektované tvůrce (Mikoláš Aleš, Josef Václav Myslbek, Václav Brožík). Mimořádně plodnou byla secese přelomu století, která světu dala i nejslavnějšího českého malíře všech dob, Alfonse Muchu. Avantgardní a modernistická revoluce začátku 20. století měla v Česku rovněž dobré zázemí (František Kupka, Josef Čapek, Toyen). Vždy respektovaná byla česká knižní ilustrace a jiná užitá grafika (Josef Lada, Zdeněk Burian), úspěch zaznamenal i český animovaný film (Jiří Trnka, Jan Švankmajer). K nejvýznamnějším galeriím v Česku patří Národní galerie Praha. Nejvýznamnější českou výtvarnou cenou je Cena Jindřicha Chalupeckého.

## Pravěk a starověk

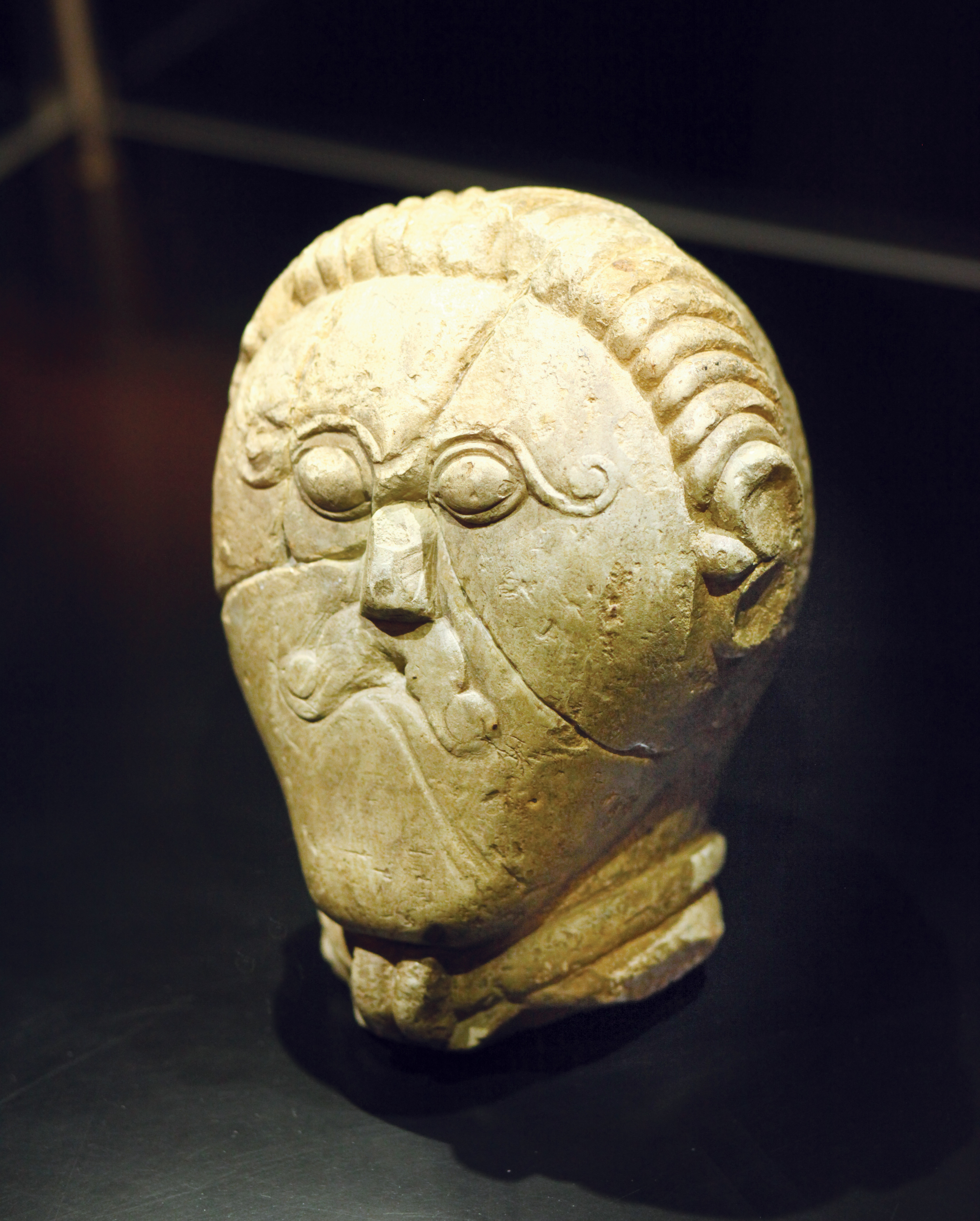
Kamenná hlava z Mšeckých Žehrovic

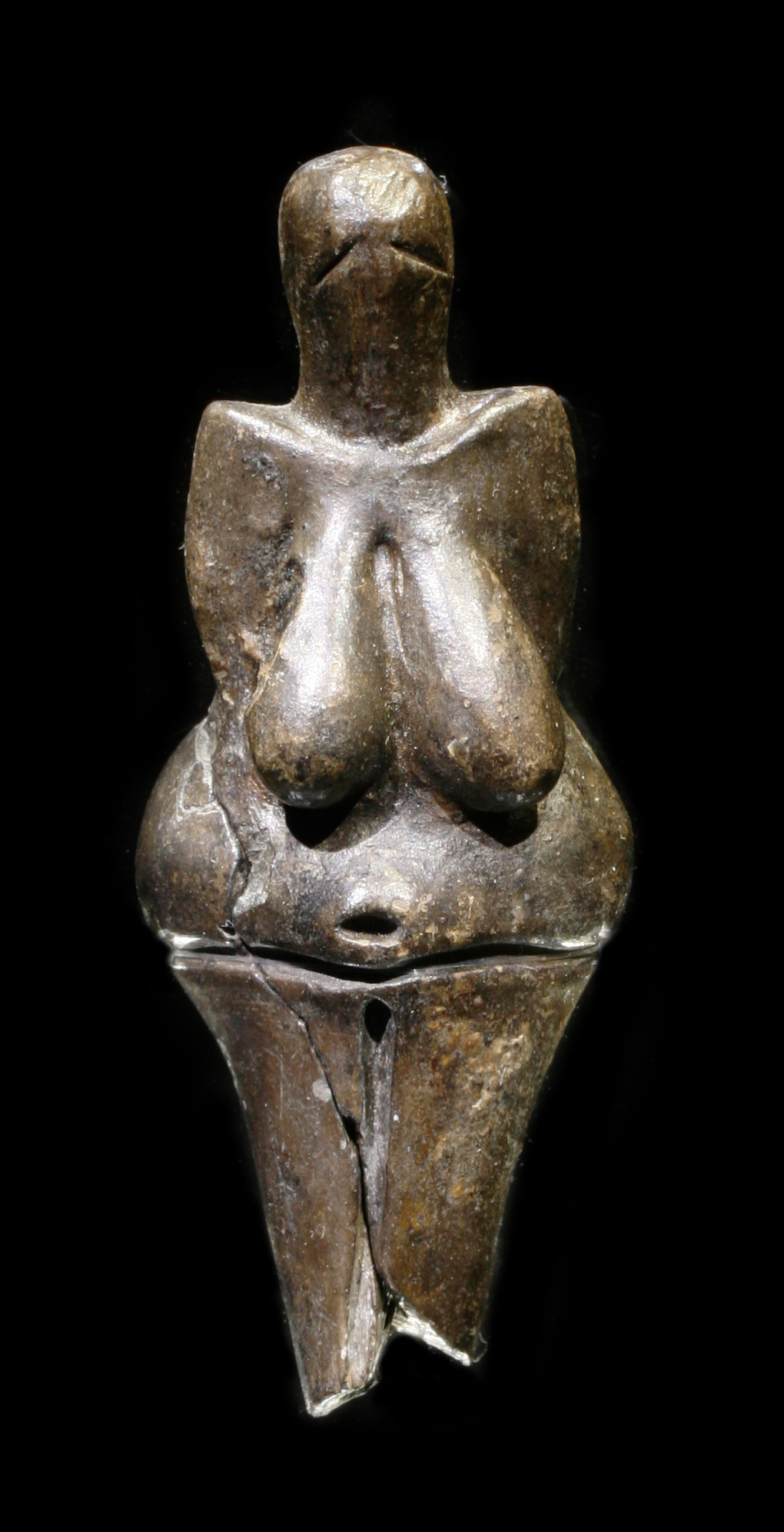
Věstonická venuše

U prvního a také zdaleka nejslavnějšího českého výtvarného díla autora neznáme. Jde o sošku Věstonické venuše, patrně nejstarší keramickou sošku na světě, která vznikla v mladším paleolitu a byla nalezena roku 1925 na jižní Moravě. Z dalších nálezů pravěkého umění na českém území vynikají Petřkovická venuše, Kvítkovický Apollon nebo ženský idol z Hlubokých Mašůvek.
Evropský význam má Kamenná hlava z Mšeckých Žehrovic, která je považována za jediný nepochybný doklad keltské monumentální plastiky. Opuková hlava byla nalezena 19. května roku 1943. S Kelty bývají spojována i specifická umělecká díla starověku – vztyčené kameny zvané menhiry, kromlechy, dolmeny apod. (Možná šlo o svatyně). K nejznámějším menhirům v Česku patří Kamenný pastýř u obce Klobuky na Slánsku nebo Zkamenělý slouha v Dolních Chabrech. 
Kelty vystřídali na českém území Germáni, kteří zanechali uměleckou stopu zejména v Královské hrobce u Mušova, jež byla objevena roku 1988, a přestože byla vyloupena, obsahovala v momentě nálezu stále ještě 200 předmětů ze skla, stříbra, bronzu, keramiky i zlata. Významné jsou také hrobové výbavy ze Smolína u Brna, Světce u Bíliny, Blučiny u Židlochovic, Žuráně u Brna.

## Raný středověk

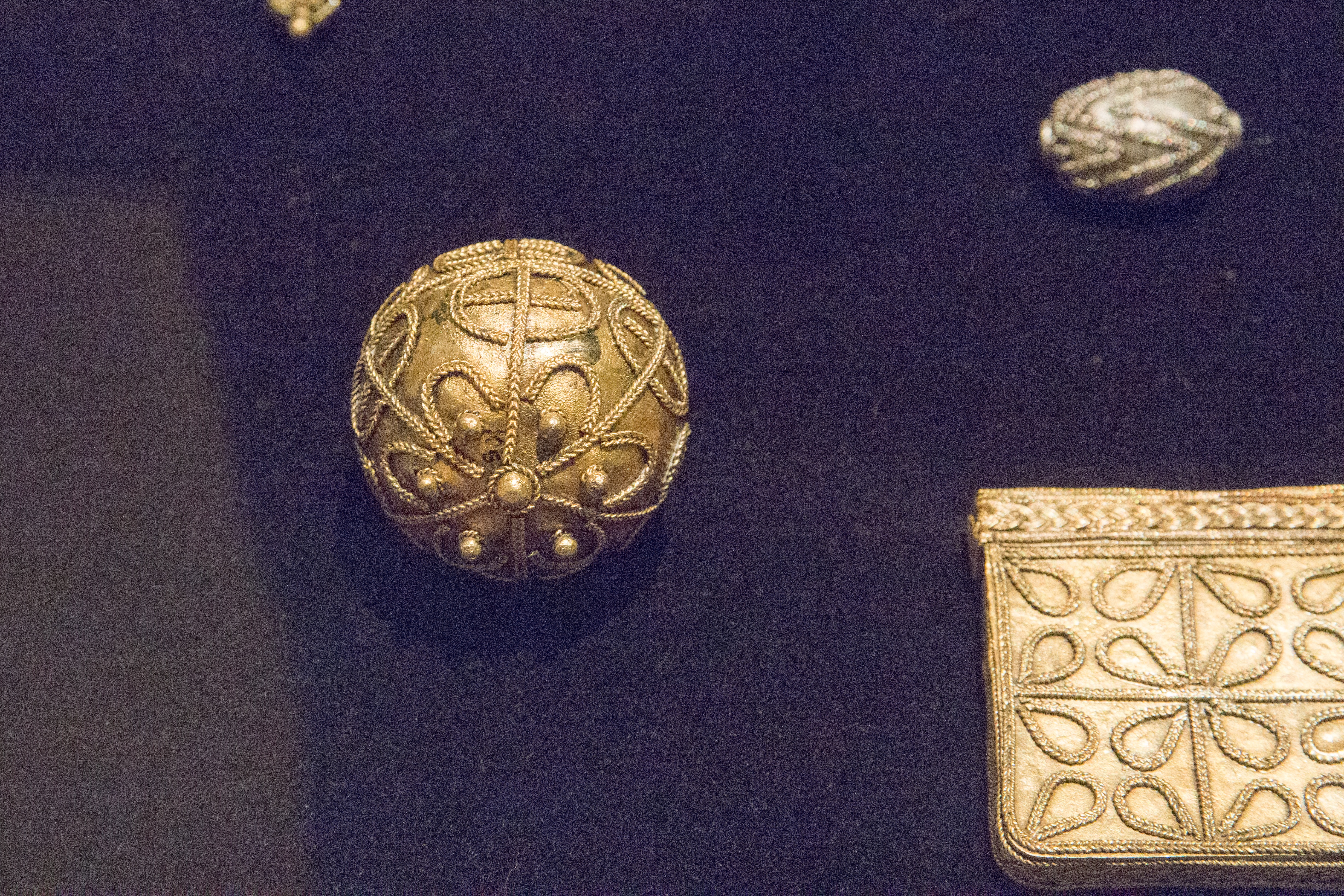
Gombík

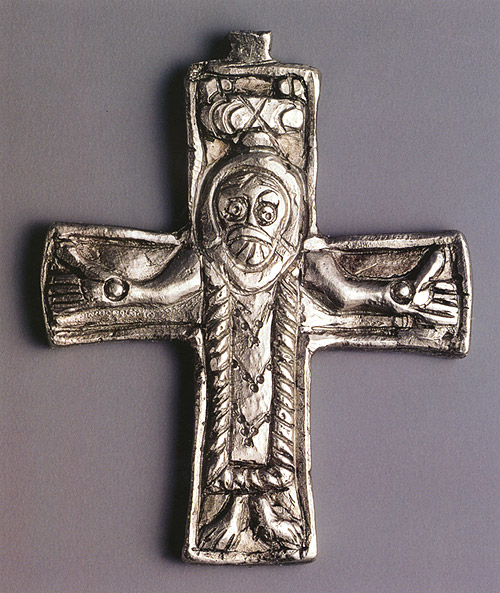
Kříž z Mikulčic

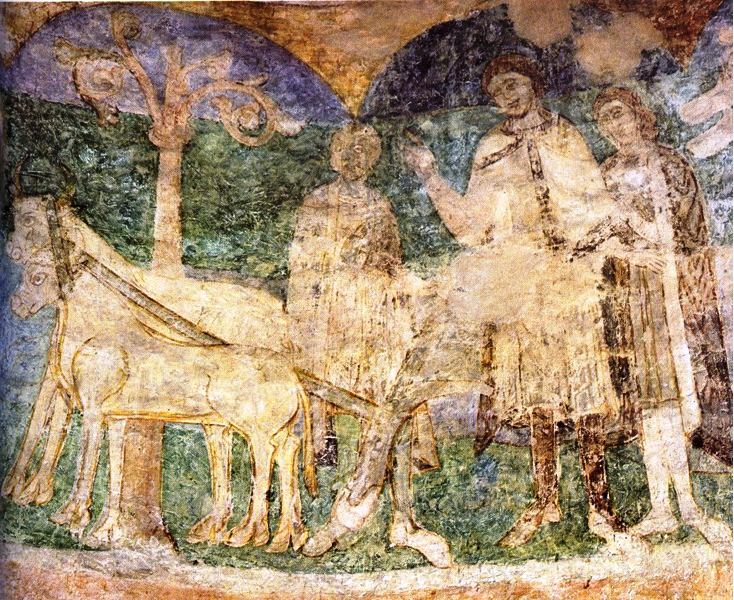
Přemysl Oráč na stěně Znojemské rotundy

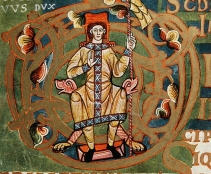
Iluminace Vyšehradského kodexu

Velkomoravská říše budí obdiv technikou tzv. moravského šperku, mezi tím zvláště tzv. moravského gombíku. Poměrně unikátní jsou také moravské zlaté přezky opasků v podobě knih a zlaté náušnice v mnoha hrobech. Šperkařství bylo nejrozvinutější technologií a uměním Velké Moravy. Nálezy v 50. letech 20. století archeology tak ohromily, že se soudilo, že jde o dovoz z Byzantské říše (zejm. náušnic). Další objevy však doložily mnoho šperkařských dílen a odborníci dnes soudí, že velkomoravský šperk byl ve většině domácí provenience. Přezkám v podobě knihy, velmi neobvyklým v celoevropském kontextu, přikládal velkou váhu český historik Dušan Třeštík. Viděl v nich klíčový symbol, jímž moravští velmožové přijímali křesťanství a evropskou civilizaci, a také symbol způsobu, jakým ji přijímali: jako projekt především kulturní a vzdělanostní.
Po zániku Velké Moravy se centrum kulturního vývoje přesunulo do Čech, kde se vedle architektury a literatury rozvíjela od 10. století zejména knižní malba (wolfenbüttelský rukopis Gumpoldovy legendy). Vrcholným projevem tohoto umění na českém území je Vyšehradský kodex z 11. století.
Nástěnná malba se rozvíjela s většími obtížemi, ale například výzdoba Znojemské rotundy má mimořádný význam i historický, dokládá kontinuitu Velké Moravy a Přemyslovského státu. Zaměření na státní ideologii na znojemských freskách je výjimečné v celoevropském kontextu. Odborníci se k jeho pochopení museli postupně propracovat.

## Gotika

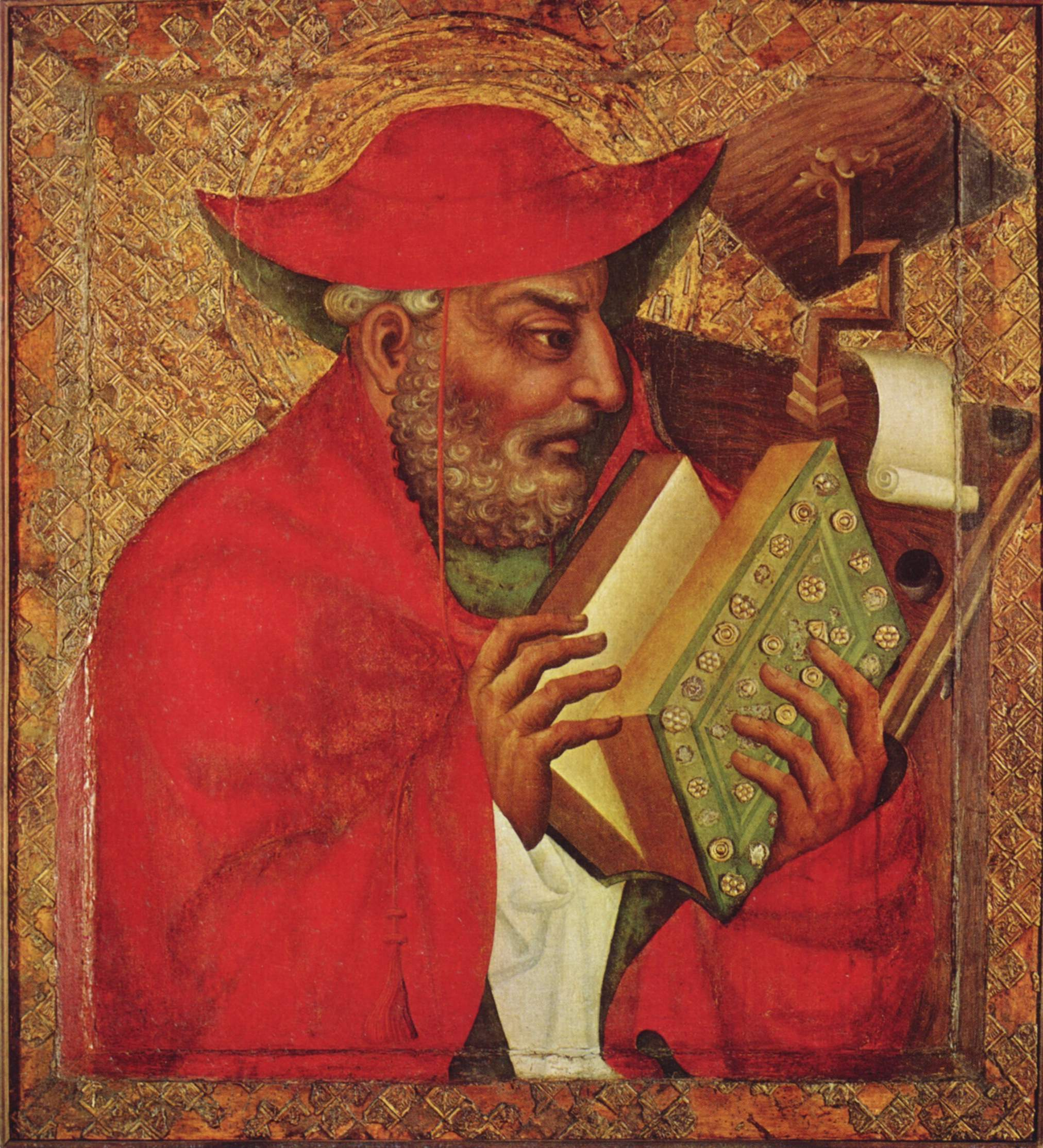
Mistr Theodorik: Sv. Jeroným

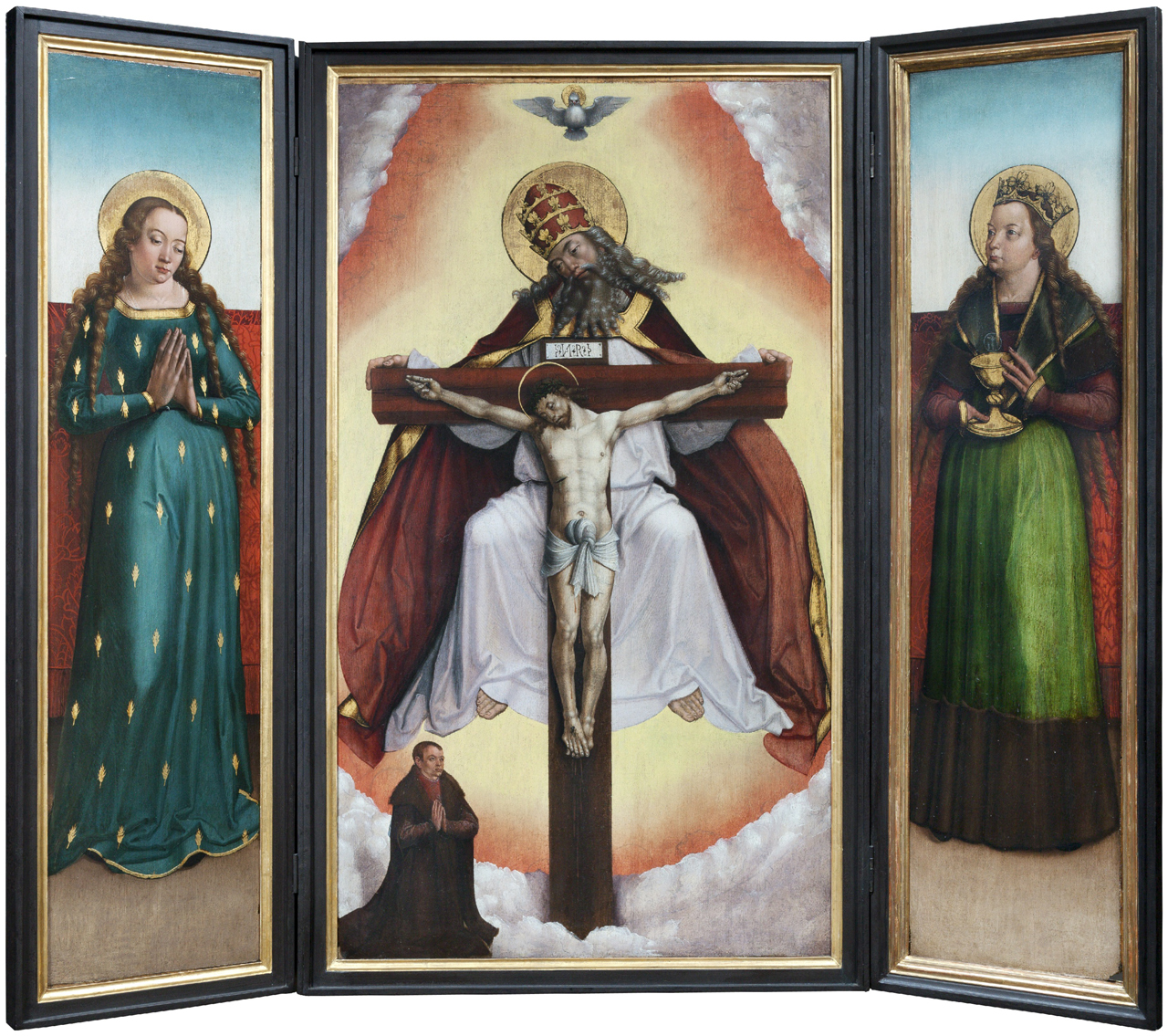
Oltář s Nejsvětější Trojicí od Mistra Litoměřického oltáře

Většina výtvarných umělců byla anonymních ještě v éře gotické, malířství bylo tehdy ostatně vnímáno jako řemeslo, v němž autor není tak podstatný, a nikoli jako umění. O umělcích této doby hovoříme za pomoci pojmů jako Mistr Theodorik, Mistr Třeboňského oltáře, Mistr vyšebrodského oltáře nebo Mistr Litoměřického oltáře. 

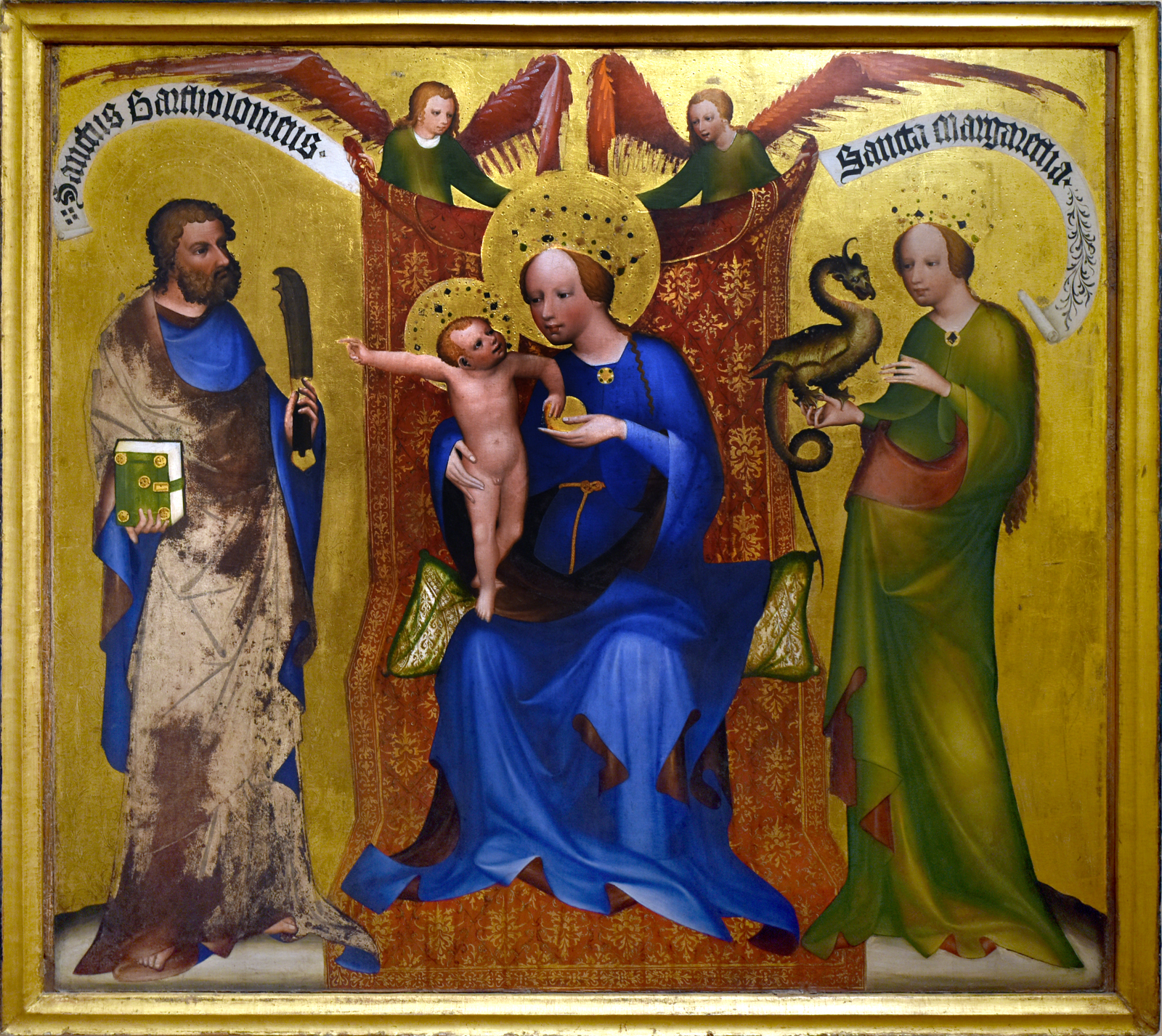
Mistr Třeboňského oltáře: Madona mezi sv. Bartolomějem a sv. Markétou

Mistr Theodorik či též Dětřich, který snad pocházel z Porýní (usuzuje se tak z jeho malířské techniky), je považován za hlavního představitele slohu označovaného jako „měkký styl“. Proslul rozsáhlou výzdobou kaple sv. Kříže na hradě Karlštejně. Dochovalo se zde 129 desek z původních 130. Komplexnost a zachovalost Theodorikova díla na Karlštejně z něj činí největší český výtvarný poklad.  

Mistr Třeboňského oltáře (v Česku působil patrně v letech 1370 až 1390) se nejspíše vyučil v Theodorikově dílně a je klíčovým představitelem tzv. krásného slohu u nás. Jeho Třeboňský oltář byl původně určen pro augustiniánský kostel sv. Jiljí v Třeboni. K jeho dalším významným dílům patří Madona roudnická.

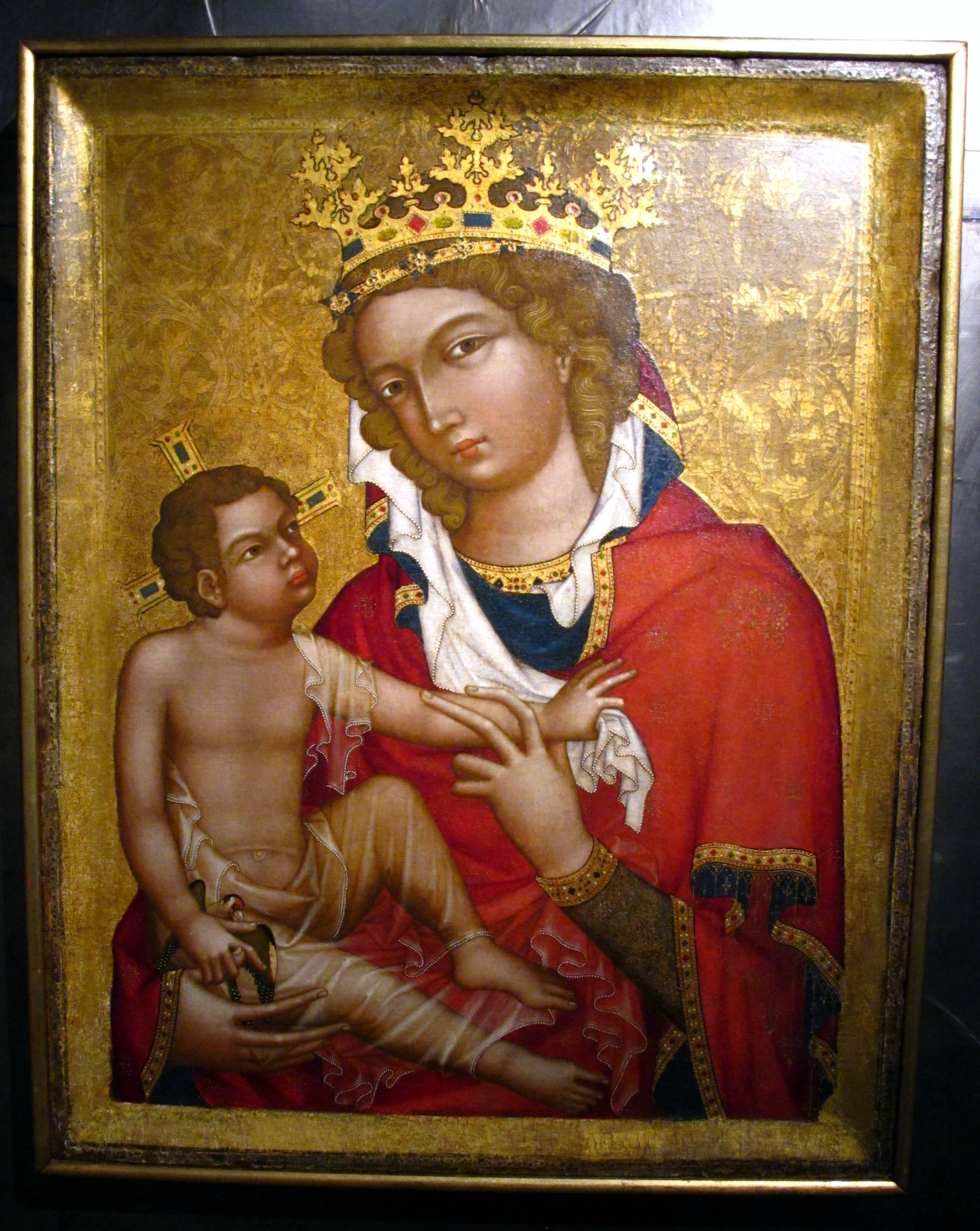
Mistr vyšebrodského oltáře: Madona z Veveří

Také Vyšebrodský mistr, u nějž se spekuluje o jihočeském původu, působil na dvoře Karla IV. Zanechal po sobě nejen Vyšebrodský cyklus v cisterciáckém klášteře ve Vyšším Brodě, tvořený devíti deskami, ale například i obrazy Madona mostecká nebo Madona z Veveří. Z vyšebrodské dílny patrně pochází i Sv. Trojice vratislavská. Uvažuje se, že se vyšebrodský mistr mohl podílet i na malbě Kladské madony, kterou si objednal Karlův arcibiskup Arnošt z Pardubic. Jeho nástupce si podobně objednal Votivní obraz Jana Očka z Vlašimi, jeden z nejrozměrnějších českých gotických obrazů, jež také obsahuje i jedno z nejznámějších zobrazení krále Karla. Také Zbraslavská madona, u níž se dlouho uvažovalo o přemyslovském původu, zřejmě vznikla až za vlády Lucemburků. Pro Karla IV. pracoval i Tommaso da Modena, byť se vedou spory o to, zda někdy vůbec navštívil české země, nebo Mikuláš Wurmser ze Štrasburku. Mistr Lucemburského rodokmene vyzdobil císařský palác na Karlštejně. 

Mistr Litoměřického oltáře, žák Mistra Křivoklátského oltáře, reprezentuje gotiku pozdní, působil na dvoře Vladislava Jagellonského a od výše zmíněných klasiků české gotické malby ho tak odděluje husitská epocha, jež výtvarnému umění příliš nepřála, husitské hnutí mělo totiž i obrazoborecký aspekt, a řada výtvarných děl tak byla za husitských válek zničena (kunsthistorička Milena Bartlová pak doložila, že husité obrazy nejen ničili, ale vytvářeli i vlastní, ovšem ty byly prakticky kompletně zničeny během rekatolizace). Litoměřický mistr vytvořil zejména Litoměřický oltář, po němž je nazýván. Maloval ho pro kapitulní chrám sv. Štěpána v Litoměřicích. Je autorem i nástěnné malby v kapli svatého Václava v katedrále svatého Víta v Praze. Mistr Litoměřického oltáře je označován za autora, v němž se již ohlašuje renesance.

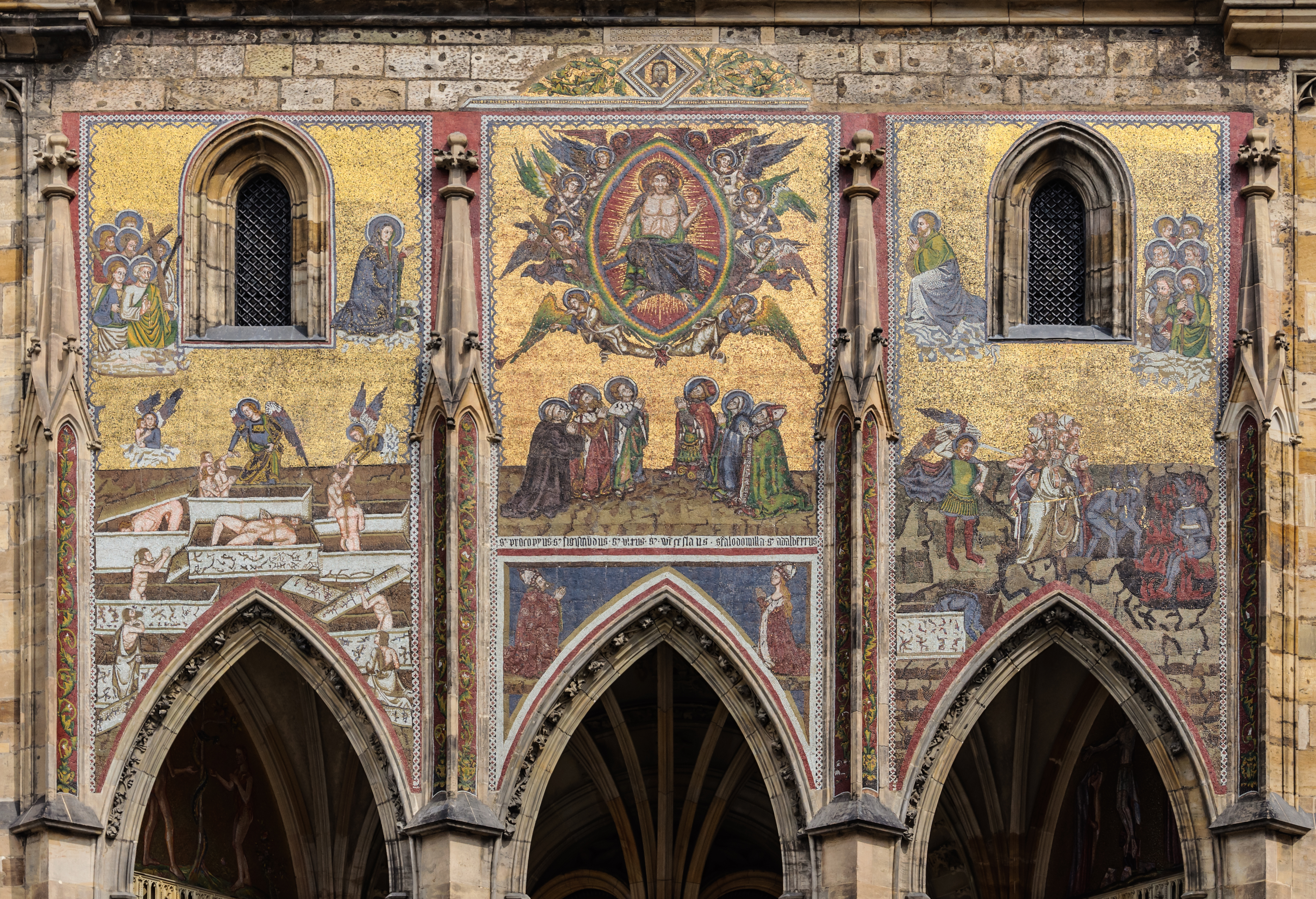
Zlatá brána

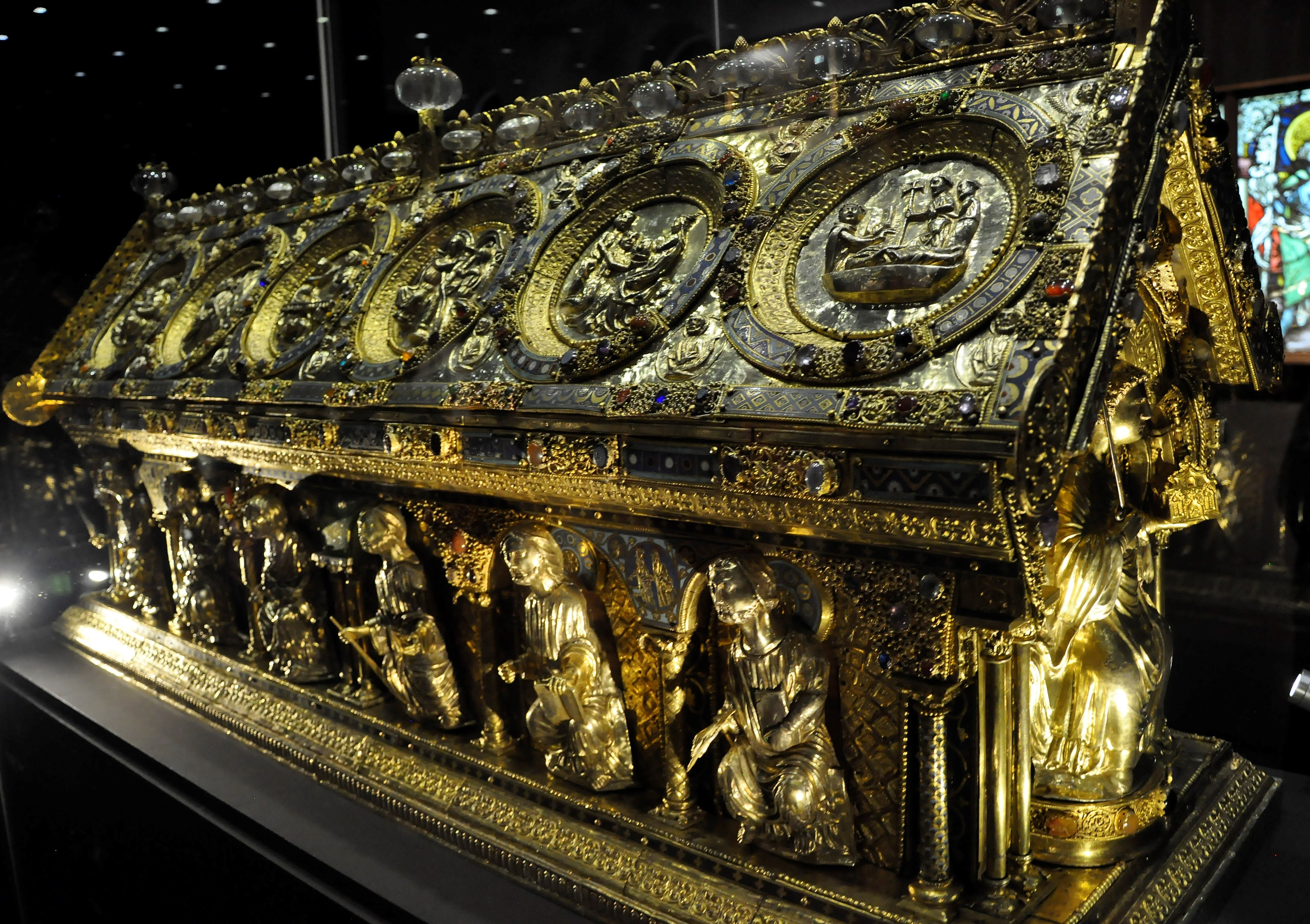
Relikviář svatého Maura

Ke známým gotickým dílům patří Palladium země české nebo Relikviář svatého Maura, příběh jehož objevení vzrušil v 80. letech celou zemi. Mozaikové umění dosáhlo svého vrcholu na Zlaté bráně na Pražském hradě.
Gotická knižní malba dosáhla svého vrcholu dříve než malba desková, ještě za Přemyslovců, čehož důkazem je Pasionál abatyše Kunhuty, vzniklý z popudu Kunhuty Přemyslovny. Autorem 26 iluminací byl kanovník Beneš z kláštera svatého Jiří v Praze. Graficky nejbohatší knihou českého (ba středoevropského) středověku je Velislavova bible z doby Karlovy, obsahuje 747 kolorovaných perokreseb. V Karlově době byla epicentrem knižní malby skriptoria Jana ze Středy, kde vznikl i proslulý Liber viaticus. Velkým milovníkem krásných knih byl Karlův syn Václav IV. Přímo pro něj vznikla Bible Václava IV. proslulá ilustracemi polonahých lazebnic, ve středověkém náboženském díle dosti unikátními. Na její výzdobě pracovalo nejméně devět iluminátorů. Václavova mimořádná sbírka rukopisů byla po jeho smrti rozkradena.
Gotické řezbářství, spjaté s krásným slohem, reprezentoval Mistr Týnské Kalvárie (Týnská Kalvárie, Bolestný Kristus ze Staroměstské radnice, Pieta z Všeměřic, Oplakávání Krista z kostela Panny Marie před Týnem). Jeho díla zachycuje i Ambraský náčrtník. Vzácná je i Michelská madona.

## Renesance a manýrismus

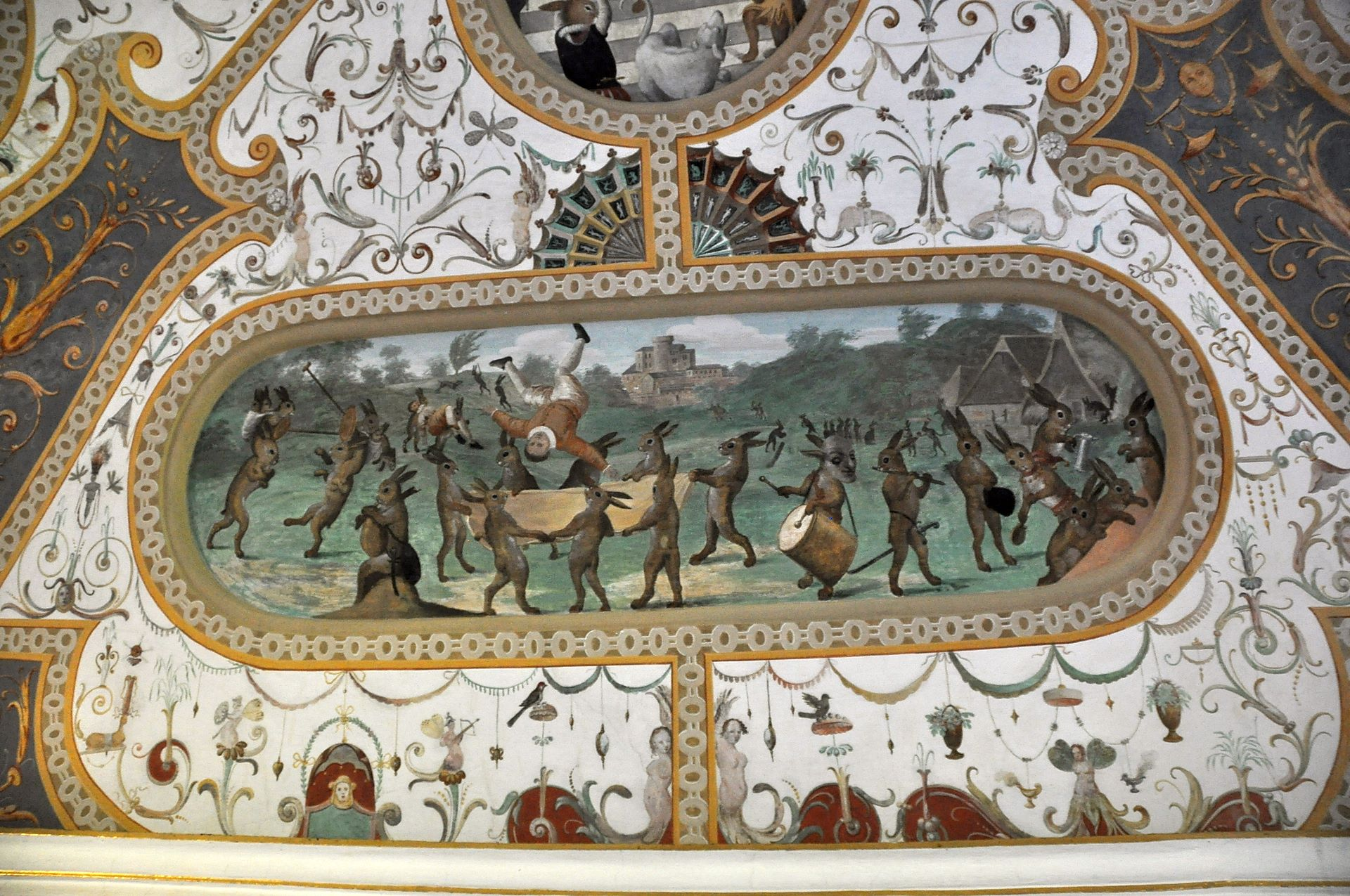
Renesanční fresky na Bučovickém zámku

Nástup renesance bývá v českých zemích spojován až s Ferdinandem I., prvním Habsburkem na českém trůnu. Typickým rysem byl mohutný nástup sgrafitové výzdoby fasád (např. radnice ve Stříbře). Sochařské renesanční dědictví reprezentuje například Zpívající fontána v Královské zahradě na Pražském hradě, dílo Francesca Terzia z Bergama a Tomáše Jaroše z Brna. Renesanční hravost přímo prýští z fresek na zámku v Bučovicích nebo z tamní Bakchovy fontány. Ferdinand posílal do Prahy často svého dvorního malíře Jakoba Seiseneggera, aby vyzdobil Pražský hrad. Hojně také portrétoval českou šlechtu.

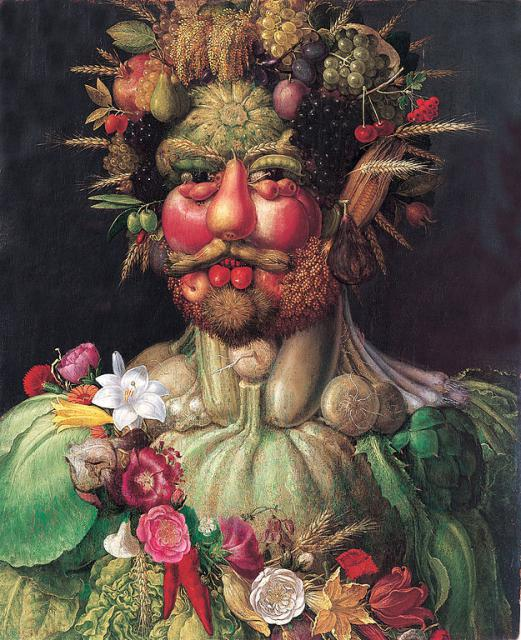
Rudolf II. jako Vertumnus

Císař Rudolf II. učinil Prahu centrem evropského umění, a to právě v momentě, kdy mu vládl pozdně renesanční manýrismus. K nejvýznamnějším umělcům jeho dvora patřil Giuseppe Arcimboldo, patrně nejslavnější výtvarný umělec spjatý s českými zeměmi. V Praze vytvořil manýristické skvosty jako alegorii Čtvero ročních období nebo portrét Rudolf II. jako Vertumnus. Ty byly ceněny nejen v jeho době, ale přihlásilo se k nim později i moderní umění, například surrealismus. Na Rudolfově pražském dvoře tvořili i Bartholomeus Spranger, Roelandt Savery, Hans Vredeman de Vries nebo Hans von Aachen. Za Rudolfa bylo v Praze zapsáno 167 mistrů malířského řemesla, tedy více než kdykoli jindy. Byl však mezi nimi jediný Čech: Matyáš Hutský. Svým dekretem Rudolf odňal malířství pozici řemesla a nově ho zařadil mezi uměleckou činnost. Rudolf nakupoval díla z celého světa, vlastnil nejlepší obrazy Tiziana, Tintoretta, Paola Veroneseho, Albrechta Dürera, Hanse Holbeina mladšího, Lucase Cranacha staršího, Hieronyma Bosche, Pietera Bruegela ad. Kdyby tato sbírka v Praze zůstala, zřejmě by dnes Národní galerie konkurovala nejslavnějším muzeím světa, včetně pařížského Louvru. Monumentální Rudolfova sbírka, soustředěná v proslulé Kunstkomoře, však byla uloupena švédskými vojsky v posledních hodinách třicetileté války. Její zbytky později rozprodal v dražbě Josef II., a to včetně Dürerovy Růžencové slavnosti, kterou velký reformátor nechal prodat za 1 zlatý a 18 krejcarů. Obraz naštěstí zůstal v Česku a je dnes pokladem Národní galerie.
Nejvýznamnějším sochařem na Rudolfově dvoře byl Adrian de Vries, který v Praze tvořil i po císařově smrti a vyzdobil pro Albrechta z Valdštejna zahradu Valdštejnského paláce. I tyto sochy ale odvezly Švédové a dodnes zdobí královský Drottningholmský palác ve Stockholmu.

## Baroko a klasicismus

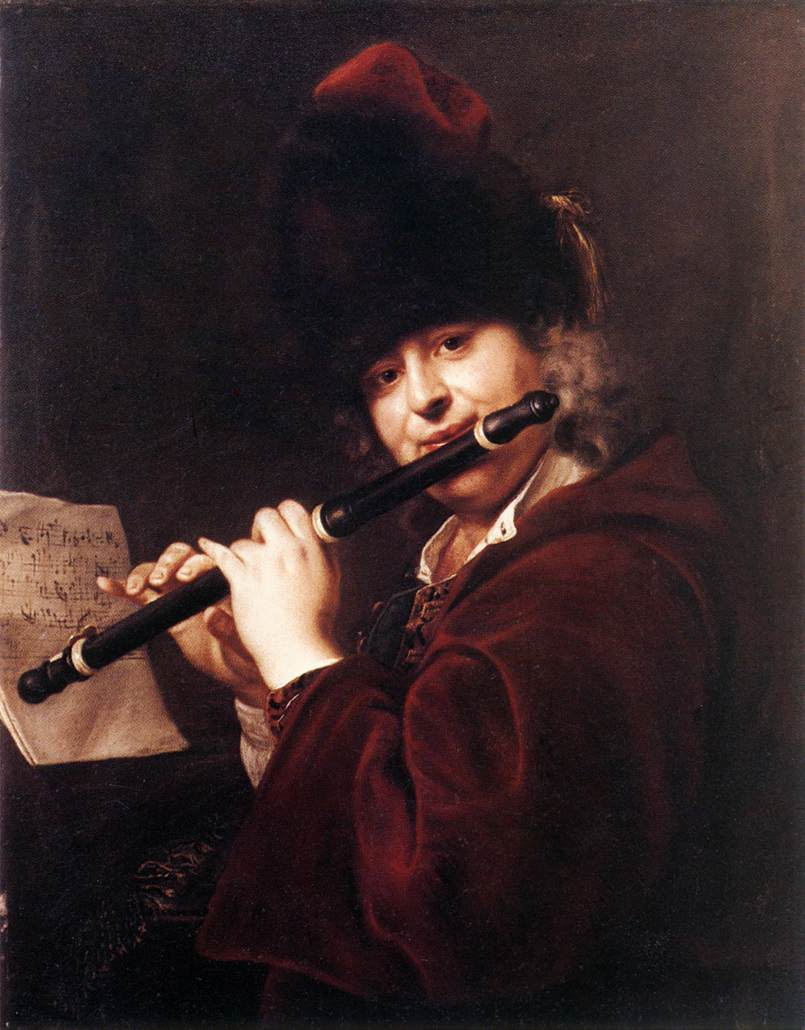
Kupeckého portrét

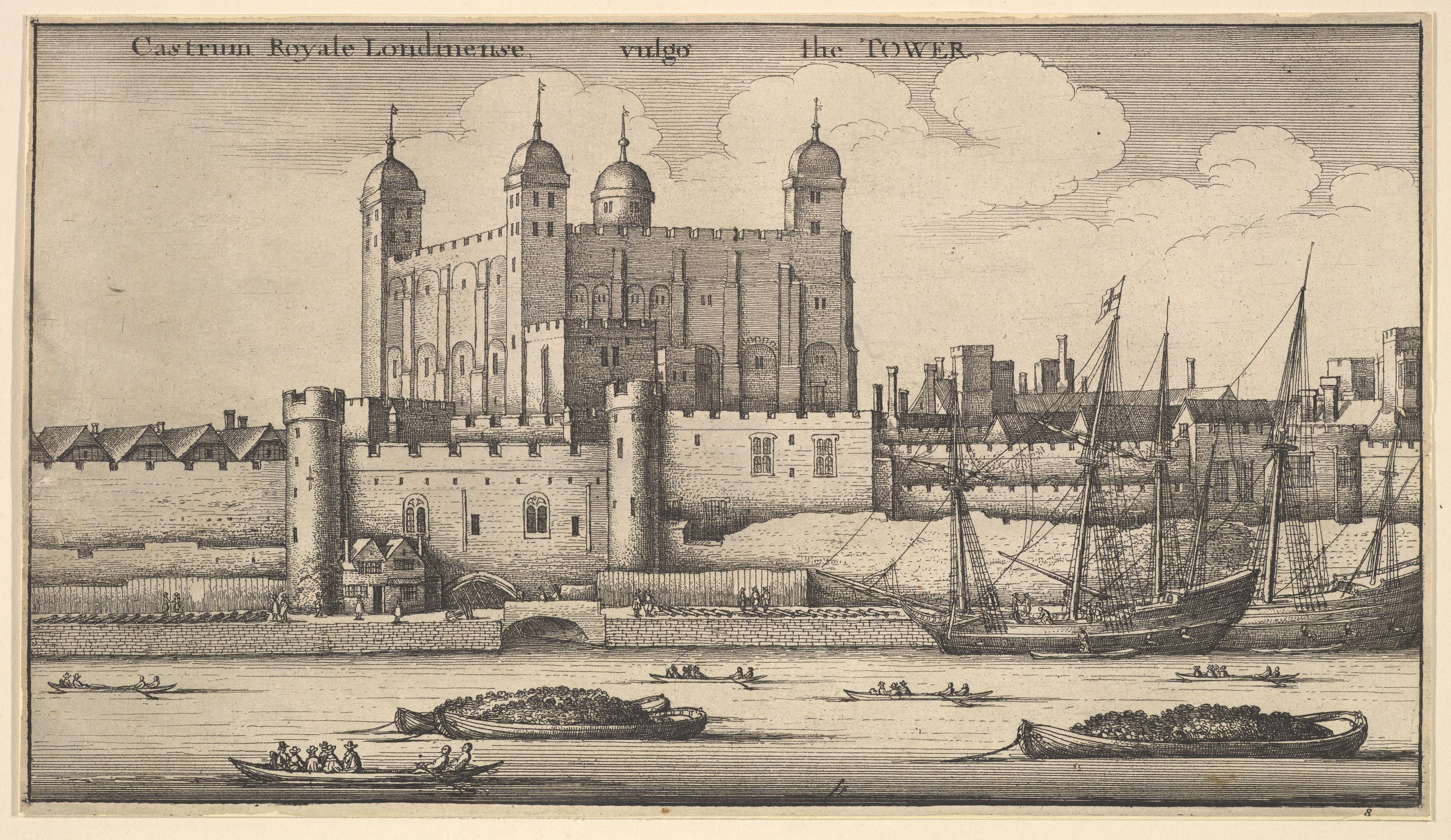
Londýnský Tower na Hollarově leptu

Rudolfínské umělecké vzedmutí ukončil rozvrat třicetileté války. Po jejím skončení nastala éra barokní. Zatímco v literatuře, filozofii, politice či vědě byl vývoj v Česku ještě na dlouho zabrzděn, architektuře, hudbě a výtvarnému umění poskytovalo baroko dobrou živnou půdu. Baroko také zplodilo první výtvarné umělce, u nichž známe blíže jejich identitu, a u nichž můžeme říci, že byli Češi. Patřili k nim zejména Karel Škréta, Jan Kupecký a Petr Brandl.  

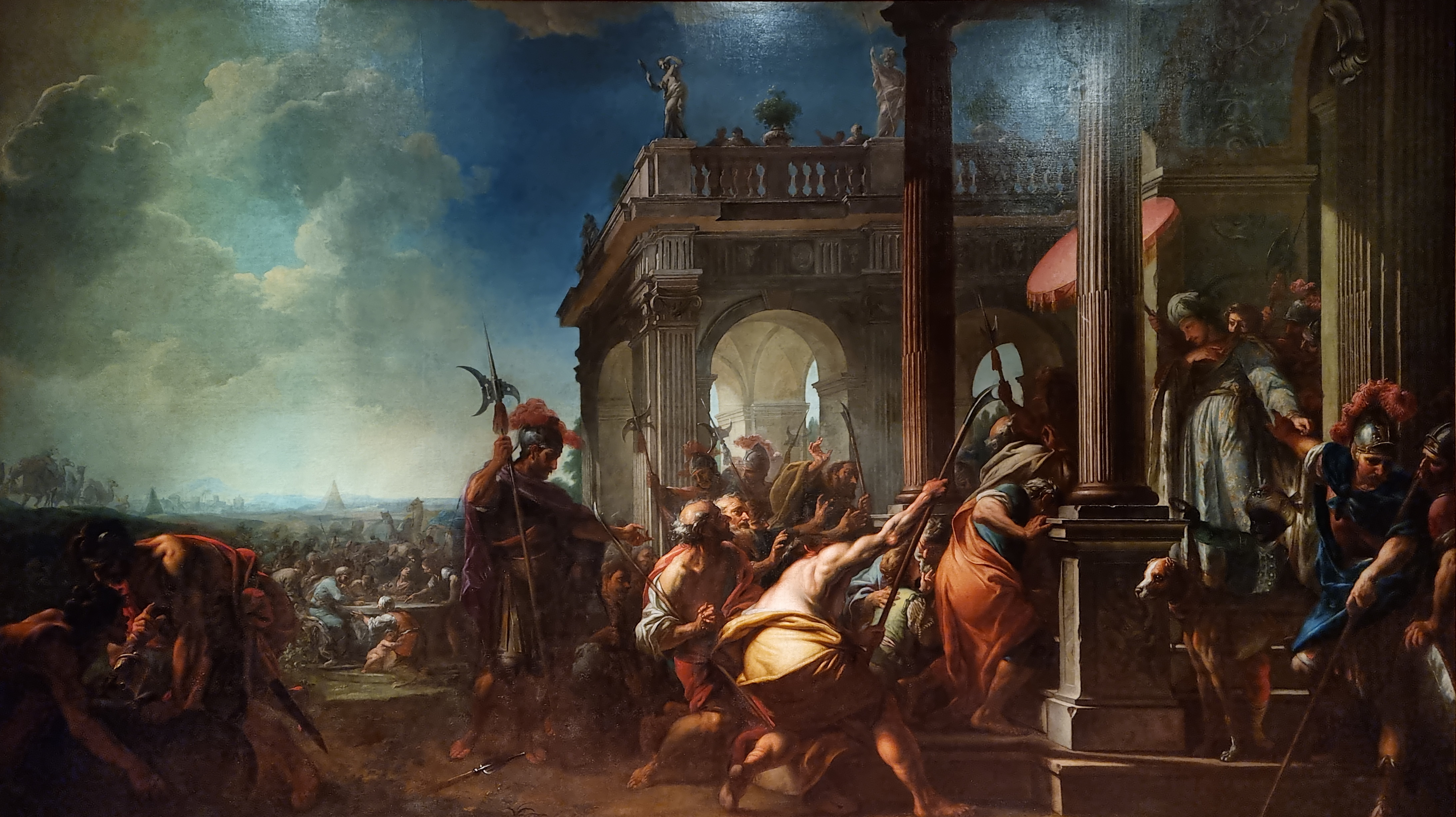
Petr Brandl: Historie Josefa Egyptského

Škréta a Brandl prosluli sakrálními olejomalbami, Kupecký portréty. Zvláštní postavení měl Václav Hollar, který se proslavil svými lepty. Ty jsou cenné nejen jako díla umělecká, ale mají i mimořádnou dokumentární hodnotu pro historiky, neboť zachycují podobu měst jako Londýn, Mohuč, Antverpy nebo Praha v 17. století. Svou střízlivostí a chladem jsou protipólem domácí barokní tvorby – Hollar jako protestant zůstal v emigraci, zatímco Škréta, Kupecký a Brandl tvořili v katolickém prostředí (ač často také pocházeli z protestantského, Škréta se dokonce vrátil z emigrace a konvertoval). 

Žánr zátiší v české barokní malbě rozvíjel Jan Vojtěch Angermayer nebo Georg Flegel. Rokokové inspirace již prokvétají dílem Václava Vavřince Reinera, jenž se soustředil zejména na fresky. Ty nejcennější lze spatřit na zdech Portheimky, Černínského paláce, kostela sv. Františka z Assisi na Křížovnickém náměstí v Praze nebo Duchcovského zámku. I jeho žáci Ignác Raab a Jan Lukáš Kracker se drželi rokokové linie.  

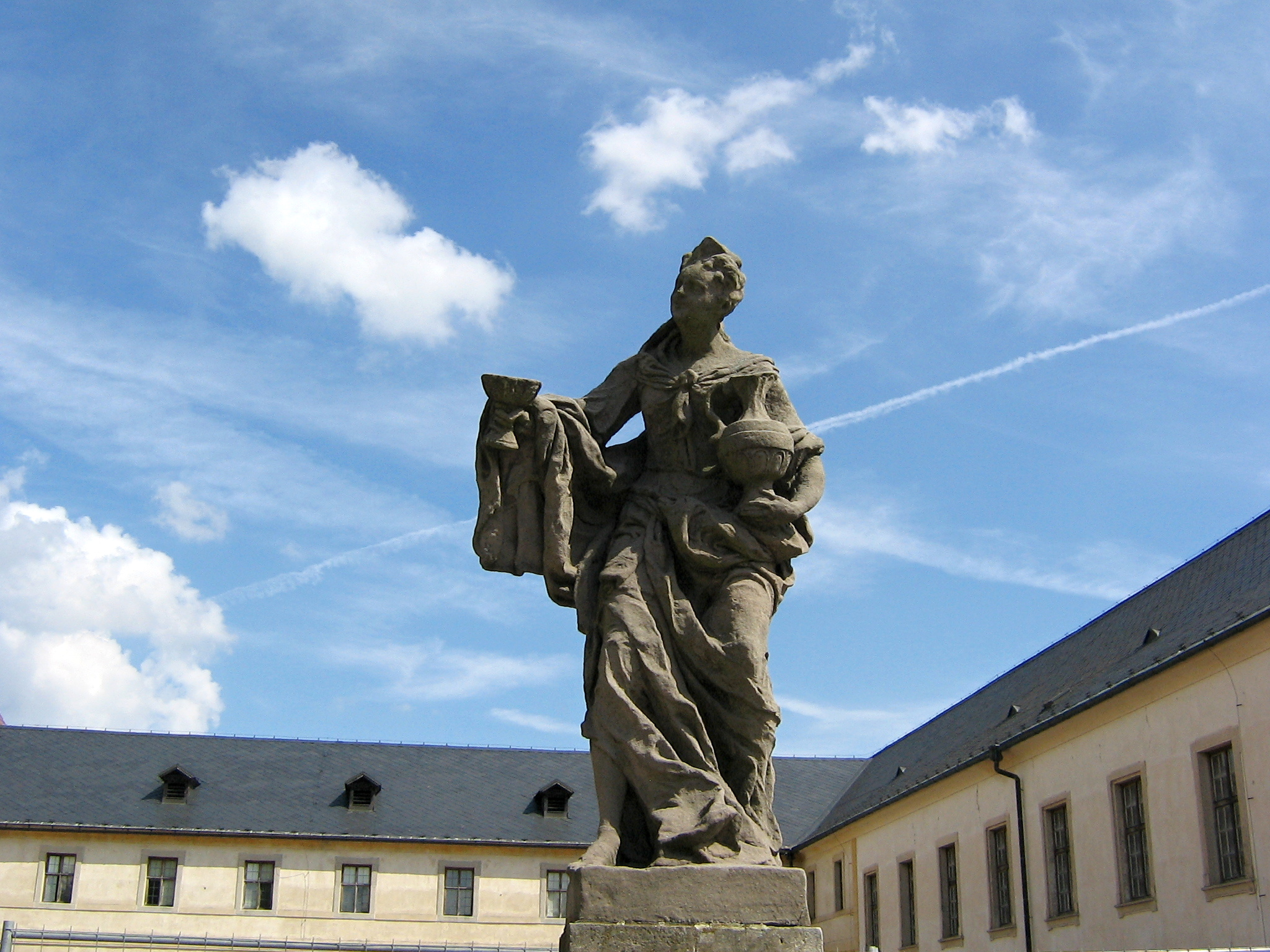
Braunova socha Střídmost na Kuksu

Vrcholná sochařská díla v barokní éře vytvořili Matyáš Bernard Braun (zejm. díla na panství hraběte Šporka, především na zámku Kuks) a Ferdinand Maxmilián Brokoff (řada soch na Karlově mostě). I jeho otec Jan Brokoff vytvořil několik soch v Česku (např. Socha svatého Jana Nepomuckého na Karlově mostě). Mimořádně plodným sochařem byl Matěj Václav Jäckel (např. Madona se sv. Dominikem a sv. Tomášem Akvinským na Karlově mostě).  
Konec 18. století již patřil klasicismu, který asi nejčistěji reprezentoval malíř Anton Raphael Mengs a jeho sestra Theresa Concordia Mengsová (oba se prosadili v Německu) nebo sochař Ignác František Platzer (zejm. sousoší Souboj Titánů na Pražském hradě). Pozdní klasicismus reprezentují bratři Josef a Emanuel Maxovi (společně vytvořili například Pomník maršála Radeckého v Praze), v malířství například František Tkadlík nebo Antonín Machek, jenž se propracoval až k biedermeieru. 

## Romantismus a realismus

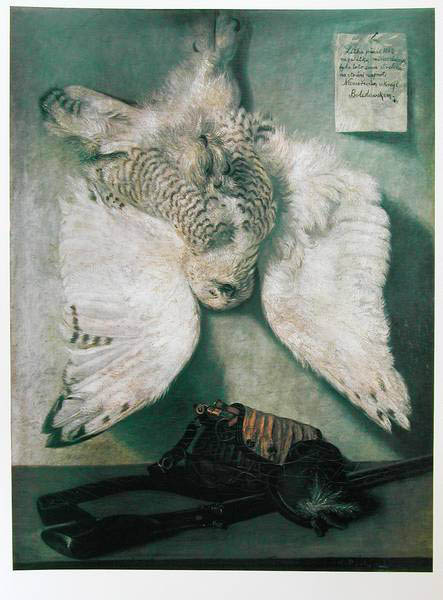
Karel Purkyně: Sova sněžná

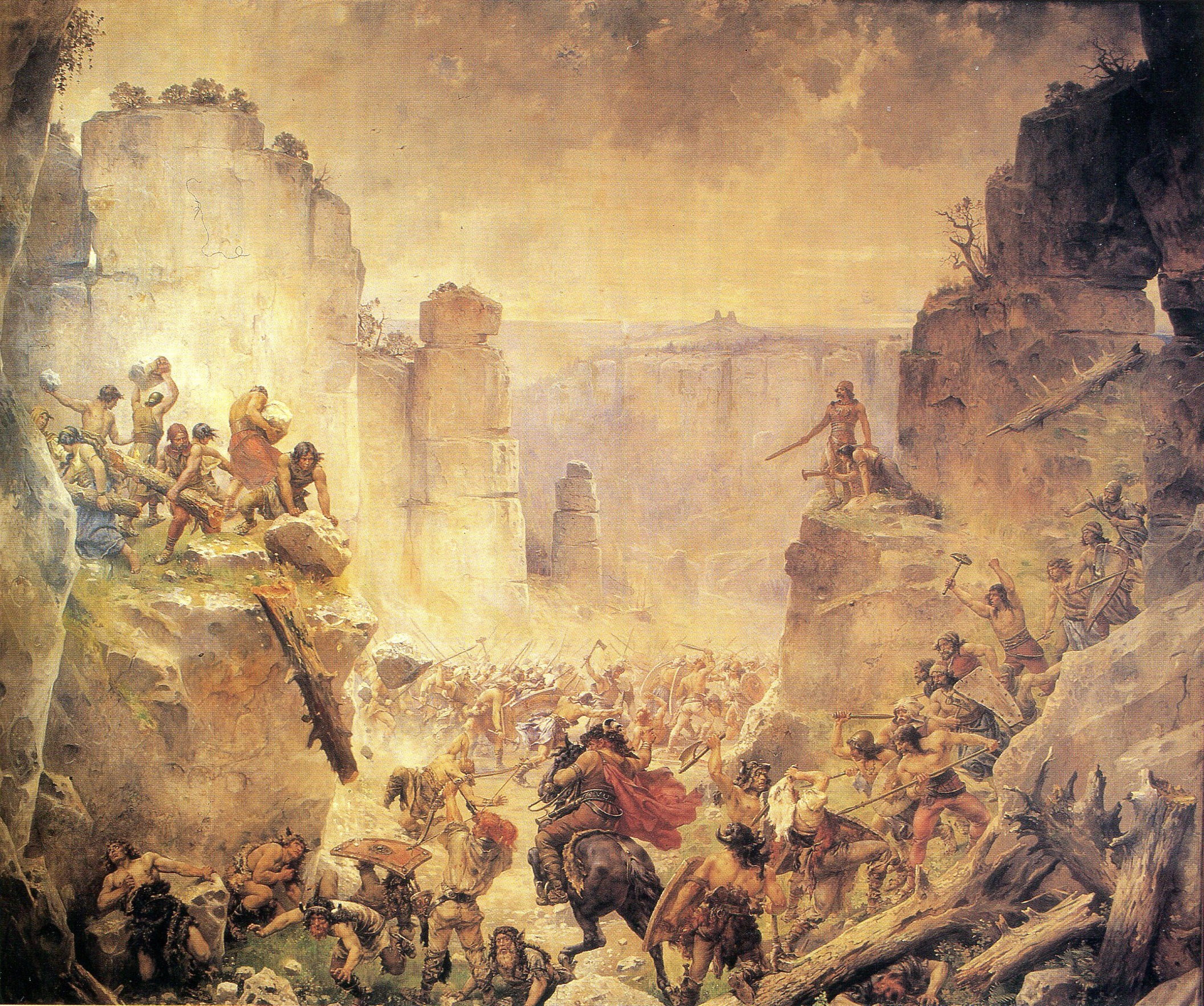
Mikoláš Aleš: Pobití Sasíků pod Hrubou Skálou

V první polovině 19. století probíhal proces českého národního obrození, ovšem obrozenci na výtvarné umění nekladli takový důraz jako na literaturu, divadlo či vědu. Malířství zůstávalo na pozici řemesla, přičemž v krajinářství vynikal Josef Matěj Navrátil, v portrétu a zátiší Karel Purkyně.
Zlom přišel v polovině 19. století, kdy do českých zemí dorazila vlna romantismu a realismu. Nejvýznamnějším představitelem malířského romantismu byl Josef Mánes, dnes známý především díky výzdobě pražského orloje. Mánes je někdy označovaný za zakladatele českého moderního umění. Ke stejnému směru je řazen i jeho otec Antonín, jeho sourozenci Quido a Amalie, Bedřich Havránek nebo Josef Matěj Navrátil. Specifickou verzi romantismu, nazarénismus, reprezentoval Josef Führich nebo Josef Matyáš Trenkwald. Realistickou malbu zvolil například Jaroslav Čermák, Antonie Brandeisová nebo Jaroslav Věšín, který na konci století zakládal bulharskou malířskou školu. V tom na něj navázal Ivan Mrkvička.
Se 70. a 80. lety nastoupila tzv. Generace Národního divadla, tedy tvůrci, kteří se nějak podíleli na výzdobě právě stavěné „Zlaté kapličky”. Mezi nimi se největšího mezinárodního ohlasu dostalo Mikoláši Alšovi. K dalším členům generace patřili Vojtěch Hynais, Julius Mařák, Václav Brožík, Jakub Schikaneder nebo František Ženíšek. K této generaci patřil i sochař Josef Václav Myslbek (pomník knížete Václava na Václavském náměstí).

## Impresionismus a secese

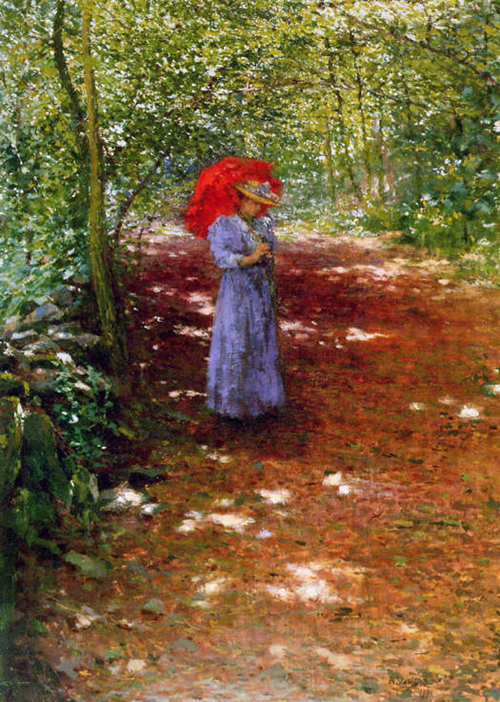
Antonín Slavíček: Ve Veltruském zámku

Většina z autorů Generace Národního divadla nadále oscilovala mezi romantickou a realistickou malbou, zejména krajiny. To však brzy některým autorům nestačilo. Krajinář Antonín Chittussi začal měnit techniku krajinomalby až tak, že se dostal na pokraj impresionismu. Vrcholným představitelem tohoto směru se pak stal Antonín Slavíček. Pod jeho vlivem byl Otakar Lebeda. Symbolismus okusil František Kaván nebo Maxmilián Pirner.

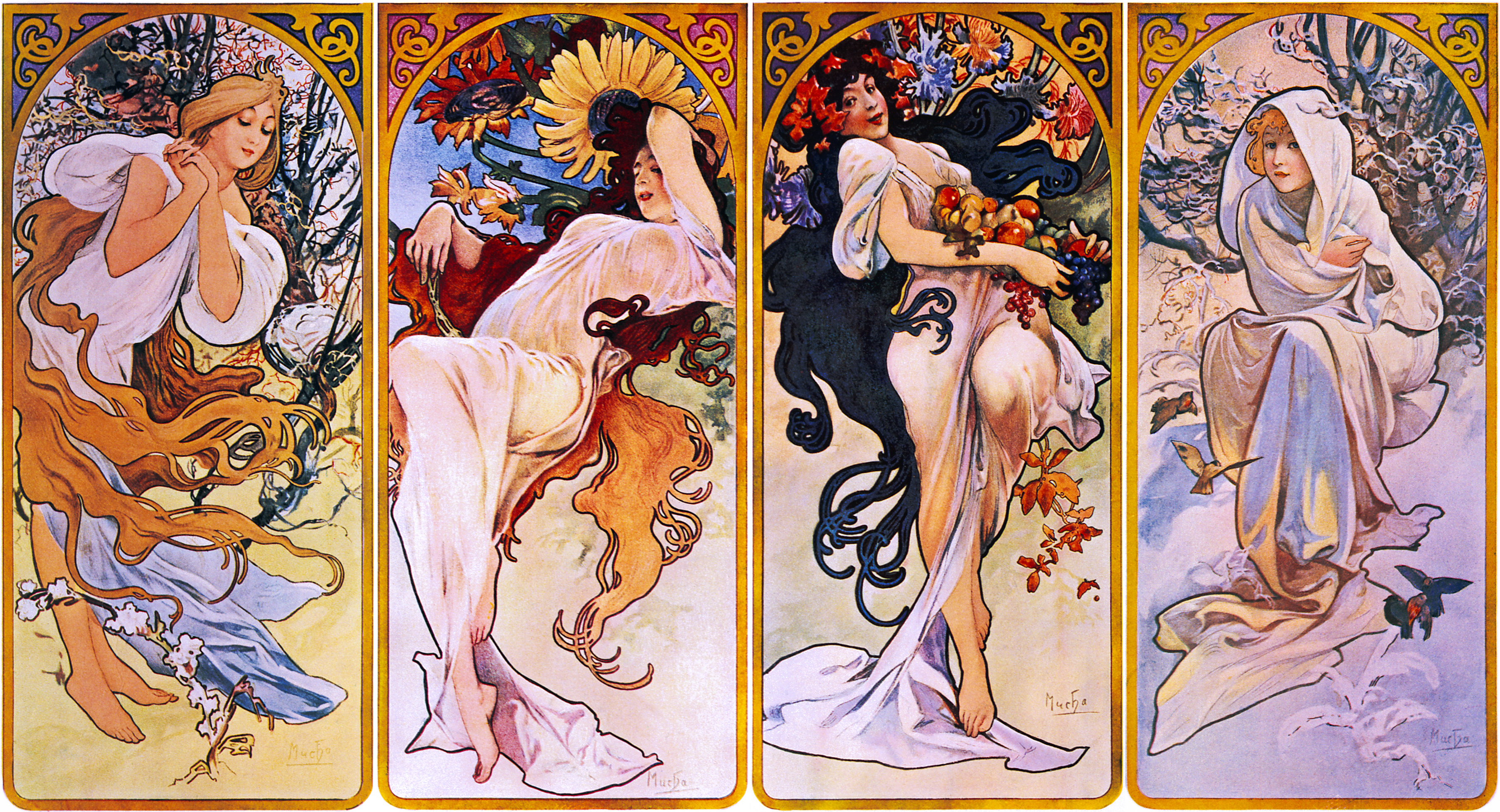
Muchovy plakáty

Secese pak patří ke klíčovým směrům, které se vynořily na konci 19. století. V českém prostředí sehrála mimořádnou roli. Její hlavní představitel, Alfons Mucha, je dnes nejznámějším českým malířem ve světě. Mucha se proslavil krom svých známých plakátů také cyklem 20 velkoformátových obrazů Slovanská epopej, která shrnuje dějiny českého národa a Slovanů. Vystavena je ve Veletržním paláci v Praze, bývala v Moravském Krumlově. K secesi lze řadit i dílo Luďka Marolda, Maxe Švabinského, Jana Preislera, Emila Orlika, Gabriela Maxe nebo Karla Vítězslava Maška. V Berlíně ji rozvíjel český rodák Walter Bondy. Patří k ní i významní sochaři: František Bílek, Jan Štursa, Bohumil Kafka (pomník Jana Žižky na Vítkově), Otakar Španiel, Stanislav Sucharda, Josef Mařatka či Ladislav Šaloun (socha Jana Husa na Staroměstském náměstí).

## Modernistické směry

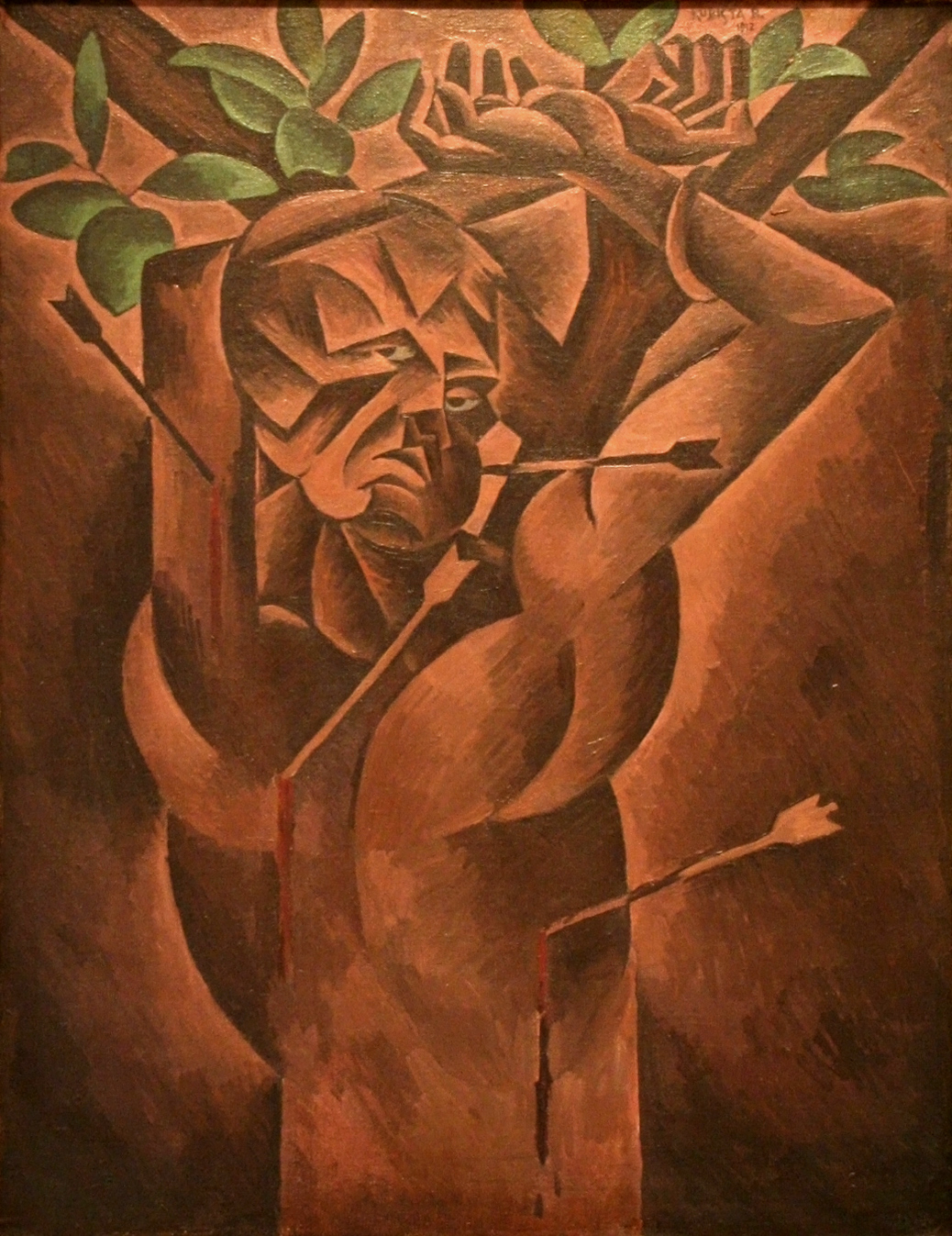
Bohumil Kubišta: Svatý Šebestián

Secese provokovala svým sklonem k užitkovosti, avšak jinak ctila techniky klasické a akademické. Proti těm se však na konci století začaly bouřit nové směry. Především expresionismus. Do české expresionistické skupiny Osma patřili Bohumil Kubišta, Emil Filla, Antonín Procházka či Otakar Kubín. Členové Osmy pak přecházeli ke kubismu, dalšímu novému avantgardnímu směru. Jeho představitelem byl i Václav Špála. Růžena Zátková byla ojedinělým zjevem českého futurismu. 

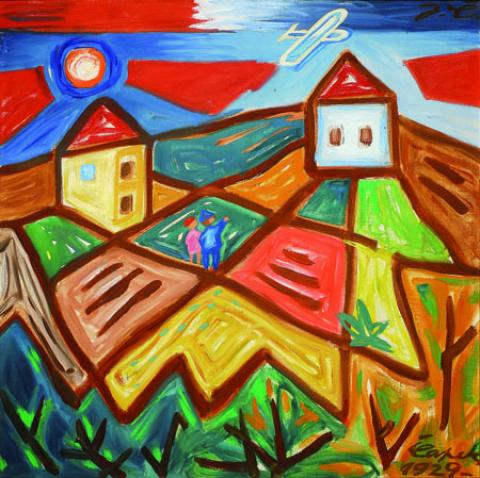
Letadlo od Josefa Čapka

Právě avantgarda začala v první polovině 20. století určovat směr. Od kubismu k čisté abstraktní malbě došel František Kupka nebo olomoucký rodák Adolf Hölzel působící v Německu. Doznívající kubismus hledající nové formy vyjádření byl pěstován ve skupině Tvrdošíjní (zejm. Josef Čapek, Jan Zrzavý a sochař Otto Gutfreund). Členové avantgardního Devětsilu se pak nadchli pro surrealismus (Toyen, Jindřich Štyrský, Josef Šíma).
Avantgardě navzdory si svou cestou šel Josef Lada, který se zařadil k nejslavnějším českým malířům ve světě. Podobným případem plutí proti proudu byl Antonín Hudeček, jenž došel uznání se svými impresionisticko-realistickými krajinami.

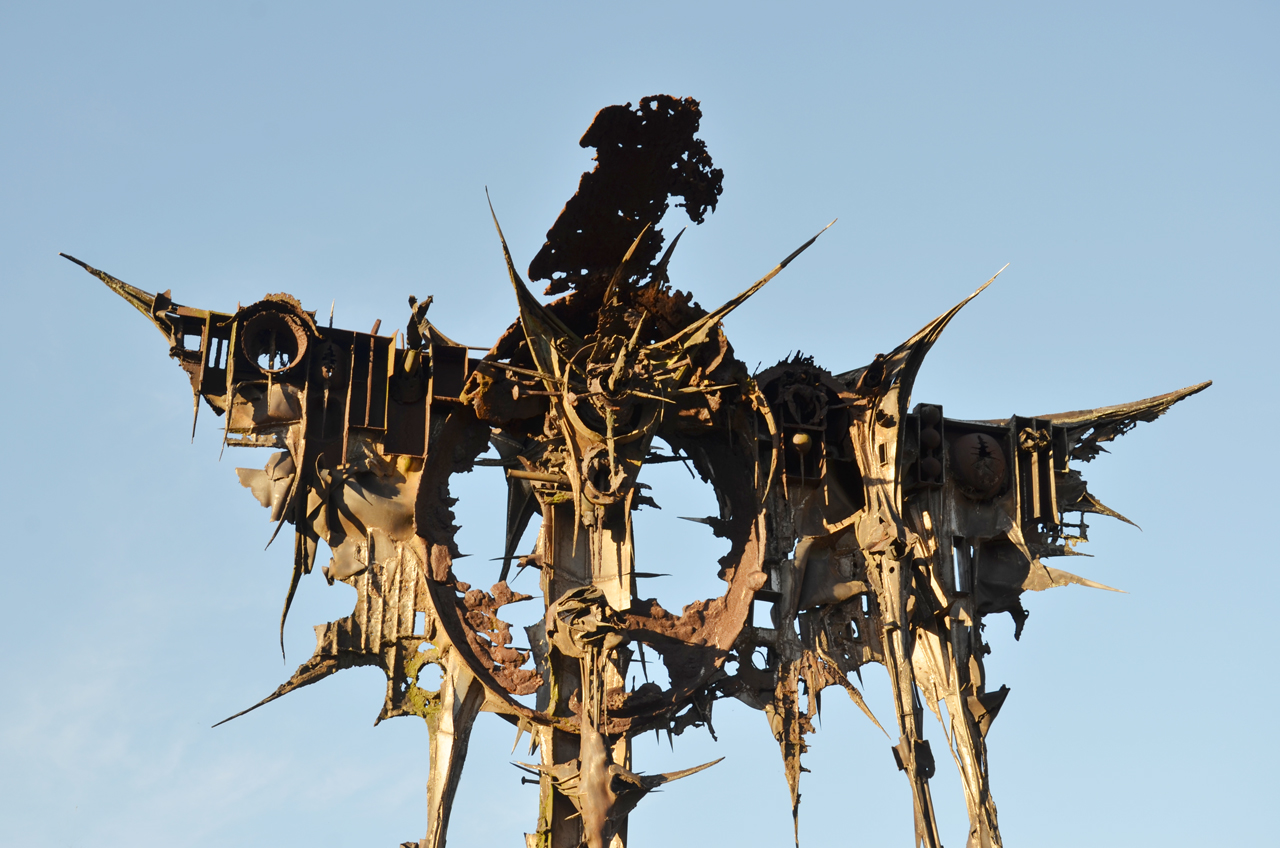
Aleš Veselý: Kadiš

Ve druhé polovině 20. století autoři povětšinou rozvíjeli objevy avantgardní revoluce. V abstraktní tvorbě to byl například Vladimír Vašíček, část díla jí věnoval Oldřich Lajsek, Mikuláš Medek, Vladimír Boudník aj. Na surrealistickou hravost, zejména ve svých známých kolážích, navazoval v exilu působící Jiří Kolář či doma tvořící Jan Švankmajer. Kolář byl též členem Skupiny 42, která kombinovala avantgardní směry s civilismem, jejími členy byli i malíř Kamil Lhoták nebo sochař Ladislav Zívr. Další ze skupin byla UB 12, k jejímž členům patřili Stanislav Kolíbal nebo Adriena Šimotová. Zcela nového směru zvaného pop-art se dotkl Kája Saudek, za hranicemi tak učinil Milan Kunc. Na konci 80. let vystoupili členové skupiny Tvrdohlaví (Jiří David, Petr Nikl, Jaroslav Róna).
K osobnostem českého sochařství 2. poloviny 20. století patří Olbram Zoubek (Pomník obětem komunismu) nebo Aleš Veselý.  Konceptualismus a postmodernismus reprezentují sochaři Magdalena Jetelová a David Černý (Hlava Franze Kafky).

## Umělecká fotografie
Nejznámějšími představiteli české umělecké fotografie jsou František Drtikol, Josef Sudek, Jan Saudek, Miroslav Tichý, Jaromír Funke, Rudolf Franz Lehnert, Rudolf Koppitz, Karel Plicka, Emila Medková či Josef Koudelka. V Praze se narodila i Lucia Moholyová, spjatá s proslulou školou Bauhaus.

## Ilustrace, karikatura, animace, užitá grafika

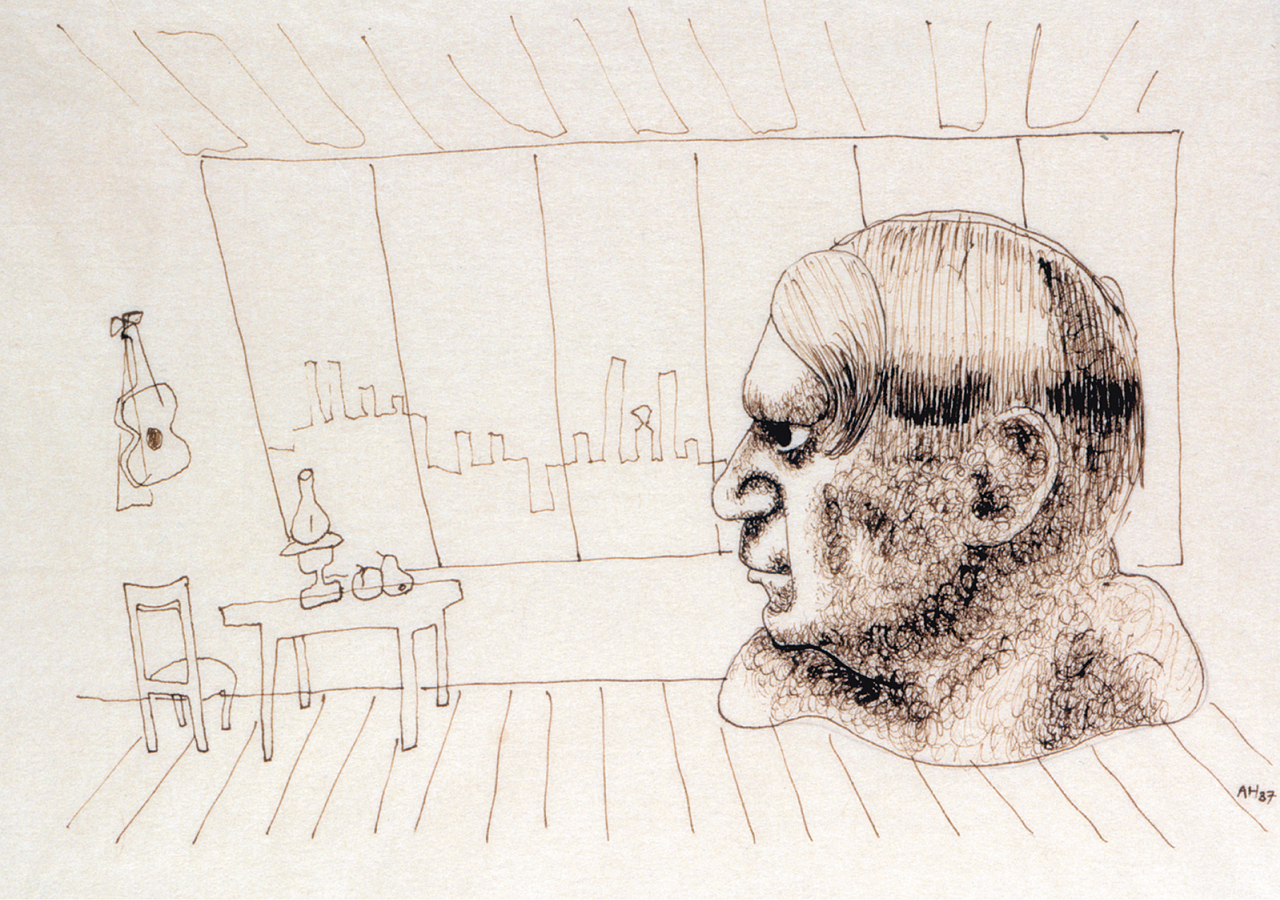
Pablo Picasso na karikatuře Adolfa Hoffmeistera

V českém výtvarném umění hraje významnou roli knižní ilustrace, karikatura a kreslený film. Mistry karikatury byli František Gellner, Bedřich Fritta a Adolf Hoffmeister.
V knižní ilustraci vynikli Viktor Oliva, Josef Lada, Vojtěch Preissig, Zdenka Braunerová, Helena Emingerová, Josef Váchal, Ondřej Sekora, Zdeněk Burian, Adolf Born, Libor Fára, Petr Sís, Miroslav Šašek či Květa Pacovská, která za knižní ilustrace roku 1992 získala Cenu Hanse Christiana Andersena od Mezinárodního sdružení pro dětskou knihu.

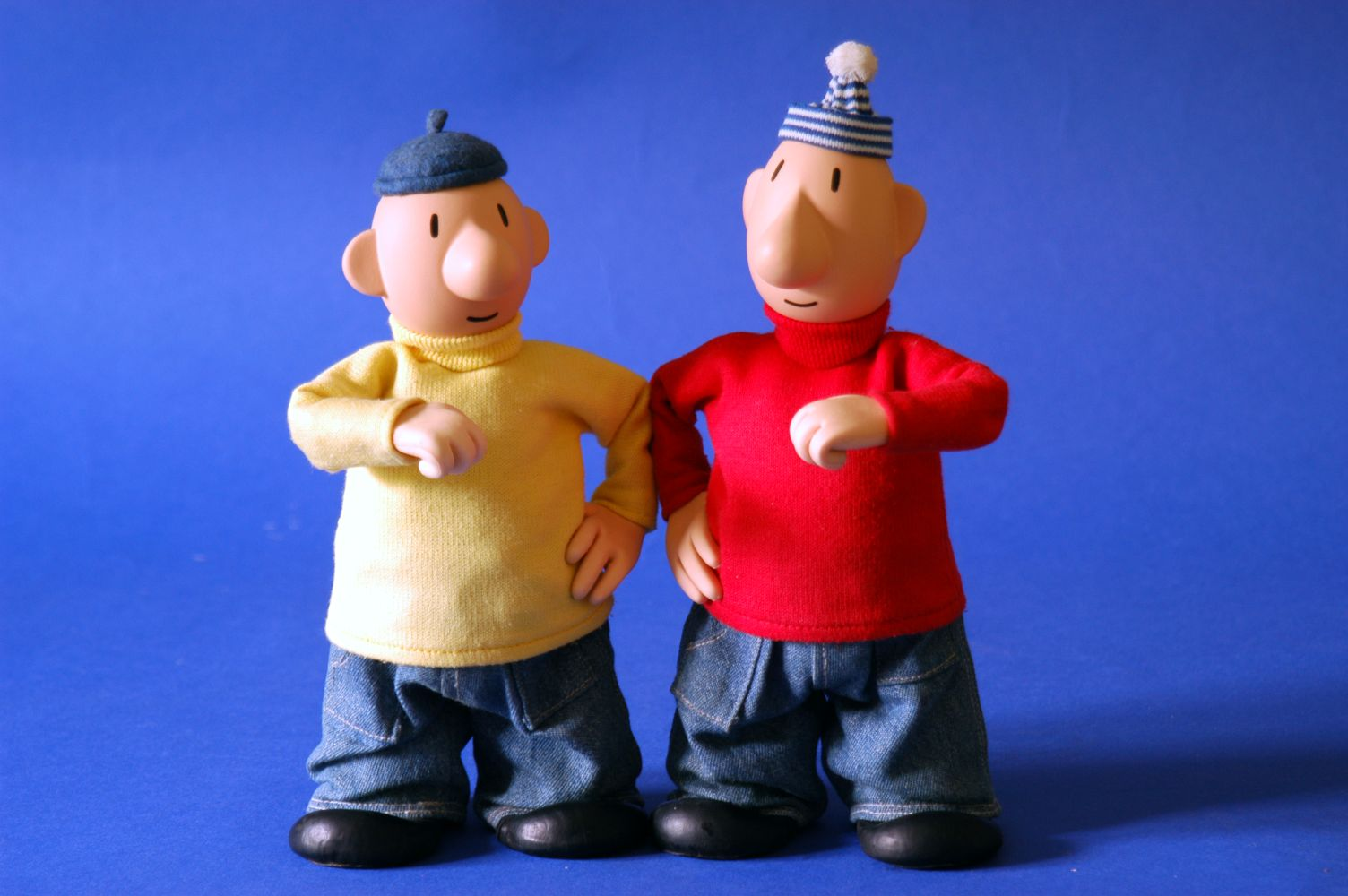
Pat a Mat Vladimíra Jiránka

V animovaném filmu se prosadili Jiří Trnka, Zdeněk Smetana, Vladimír Jiránek či Zdeněk Miler. Český rodák Heinz Edelmann se proslavil animátorskou spoluprací se skupinou Beatles. Také český videoherní průmysl se mnohdy dotkl uměleckého vyjádření (Samorost, Machinarium, Botanicula, Chuchel), obvykle díky studiu Amanita Design. Animovaný film se mohl opřít i o velkou tradici českého loutkářství, ostatně již zapsaného na seznam Světového kulturního dědictví UNESCO. Tam se dostaly i další tři fenomény spjaté s výtvarnou tvorbou – modrotisk, české sklářství a ruční výroba vánočních ozdob ze Semilska.

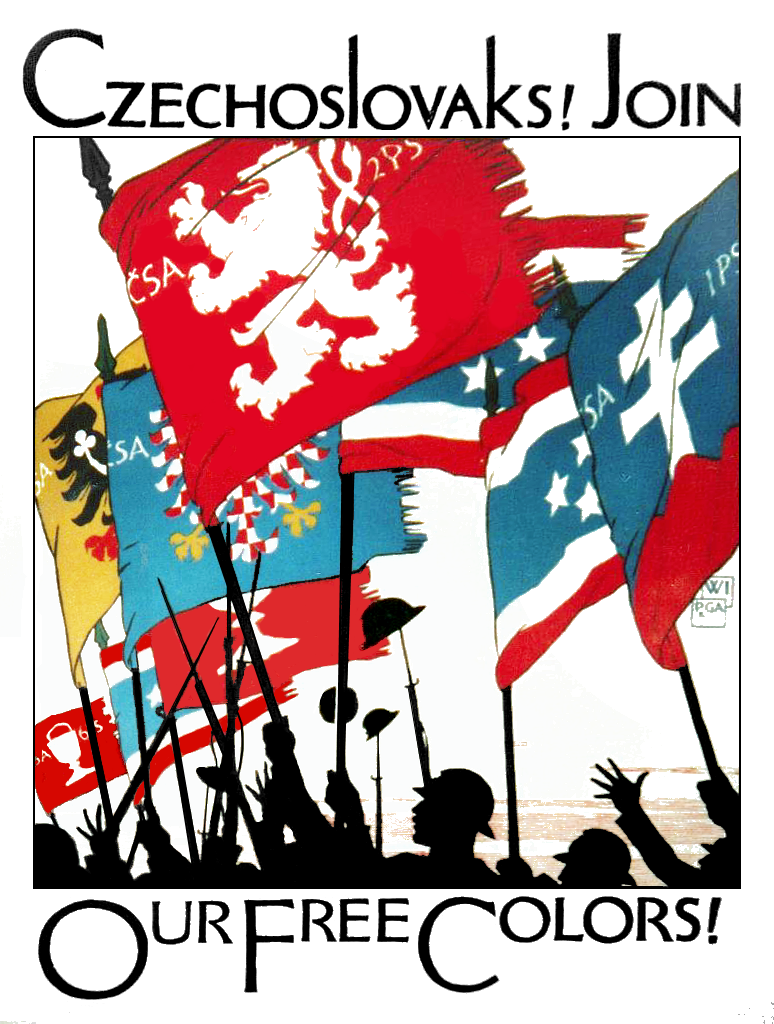
Plakát Vojtěcha Preissiga

Grafiky poštovních známek nebo bankovek proslavily Alfonse Muchu, Maxe Švabinského, Cyrila Boudu, Vladimíra Suchánka nebo Oldřicha Kulhánka.
Klasikem českého grafického designu je Ladislav Sutnar.
Světově uznávaným fenoménem české grafiky a užitého umění je český filmový plakát 60. až 80. let 20. století, který byl unikátní svou nekomerční funkcí (podobné to bylo v Polsku). Navíc rozdělenost tehdejšího světa železnou oponou neumožňovala západnímu filmovému průmyslu prosadit si vlastní grafiku a propagaci na československém trhu, takže Ústřední půjčovna filmů propagovala i zahraniční snímky sama a s pomocí domácích výtvarníků – řada umělecky pozoruhodných českých filmových plakátů tak vznikla i ke snímkům zahraničním a dokonce i těm neuměleckým. Klasikem českého filmového plakátu je především Josef Vyleťal. K dalším jejich slavným tvůrcům patřili Zdeněk Ziegler, Karel Vaca a Olga Poláčková-Vyleťalová, autorka ikonického plakátu k Bressonovu snímku Něžná. Český plakát měl dobrý zvuk i v jiných dobách a oblastech, proslavil se jím ostatně i Alfons Mucha.

## Galerie

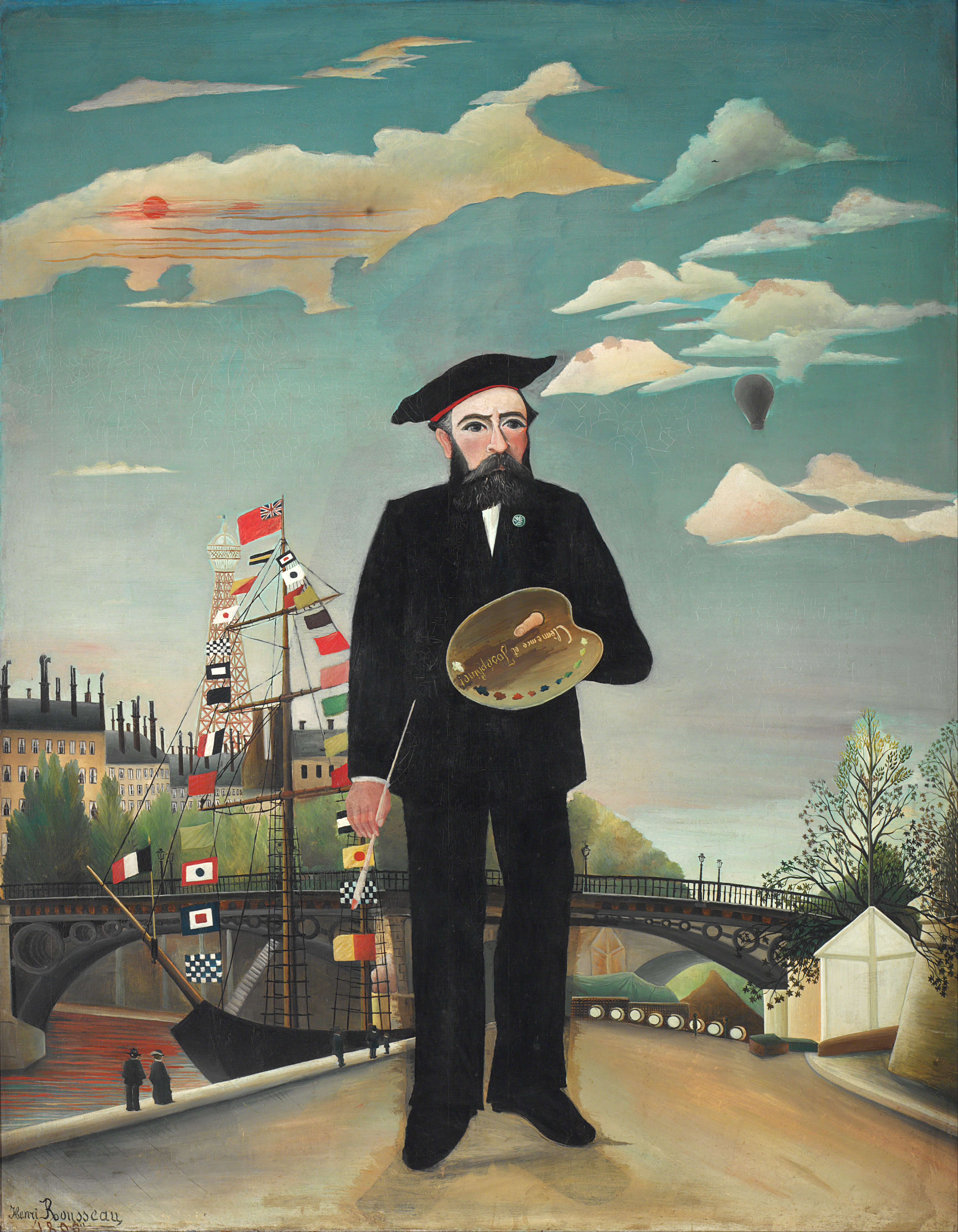
Vlastní podobizna Henri Rousseaua, jeden z pokladů Národní galerie

Nejcennější díla českého výtvarného umění se snaží shromažďovat Národní galerie. Z děl zahraničních autorů v jejím vlastnictví patří k nejcennějším Růžencová slavnost Albrechta Dürera, Adam a Eva Lucase Cranacha staršího, Vlastní podobizna s krajinou Henri Rousseaua, Rembrandtův Učenec v pracovně, Šimon a malý Ježíš Petra Brandla, Milenci Augusta Renoira, Panny Gustava Klimta, Zelená pšeničné pole s cypřiši Vincenta van Gogha, autoportrét Ilji Repina, V Moulin Rouge Henri de Toulouse-Lautreca či Vzpomínka na Le Havre Pabla Picassa. Národní galerie má hlavní sídlo ve Veletržním paláci v Praze. Dále vystavuje ve Šternberském paláci, Schwarzenberském paláci, klášteře sv. Jiří, Jízdárně Pražského hradu, Salmovském paláci, Anežském klášteře, paláci Kinských, v domě U černé matky Boží, na zámku Zbraslav, mimo metropoli pak v klášteře ve Žďáru nad Sázavou a na zámku Fryštát. Národní galerie každé dva roky pořádá Pražské bienále, mezinárodní výstavu soudobého umění.
V hlavním městě se nachází i další výstavní instituce Galerie hlavního města Prahy (jejími výstavními prostory jsou dům U Zlatého prstenu, dům U Kamenného zvonu, Staroměstská radnice, Bílkova vila, Dům Františka Bílka v Chýnově, Městská knihovna na Mariánském náměstí a Trojský zámek) nebo Galerie Rudolfinum. Na současné umění se specializuje Centrum současného umění DOX, MeetFactory, Galerie Václava Špály, Museum Kampa nebo Kunsthalle Praha. Dějiny designu lze studovat zejména v Uměleckoprůmyslovém muzeu, které svou sbírku porcelánu vystavuje na zámku v Klášterci nad Ohří, nábytek a kovové výrobky v zámku v Kamenici nad Lipou. Na fotografii se soustředí Galerie Josefa Sudka.

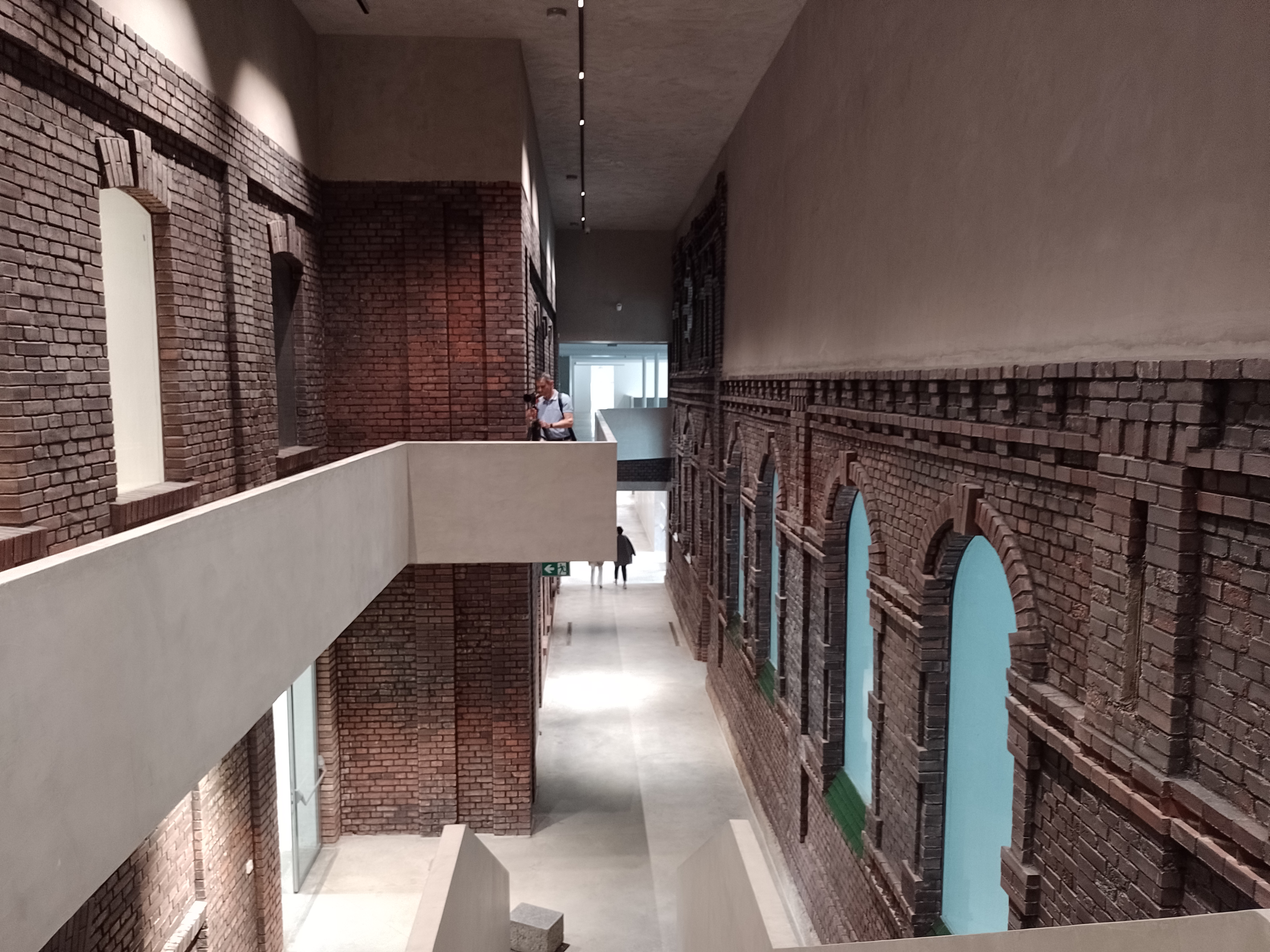
Galerie Plato Ostrava

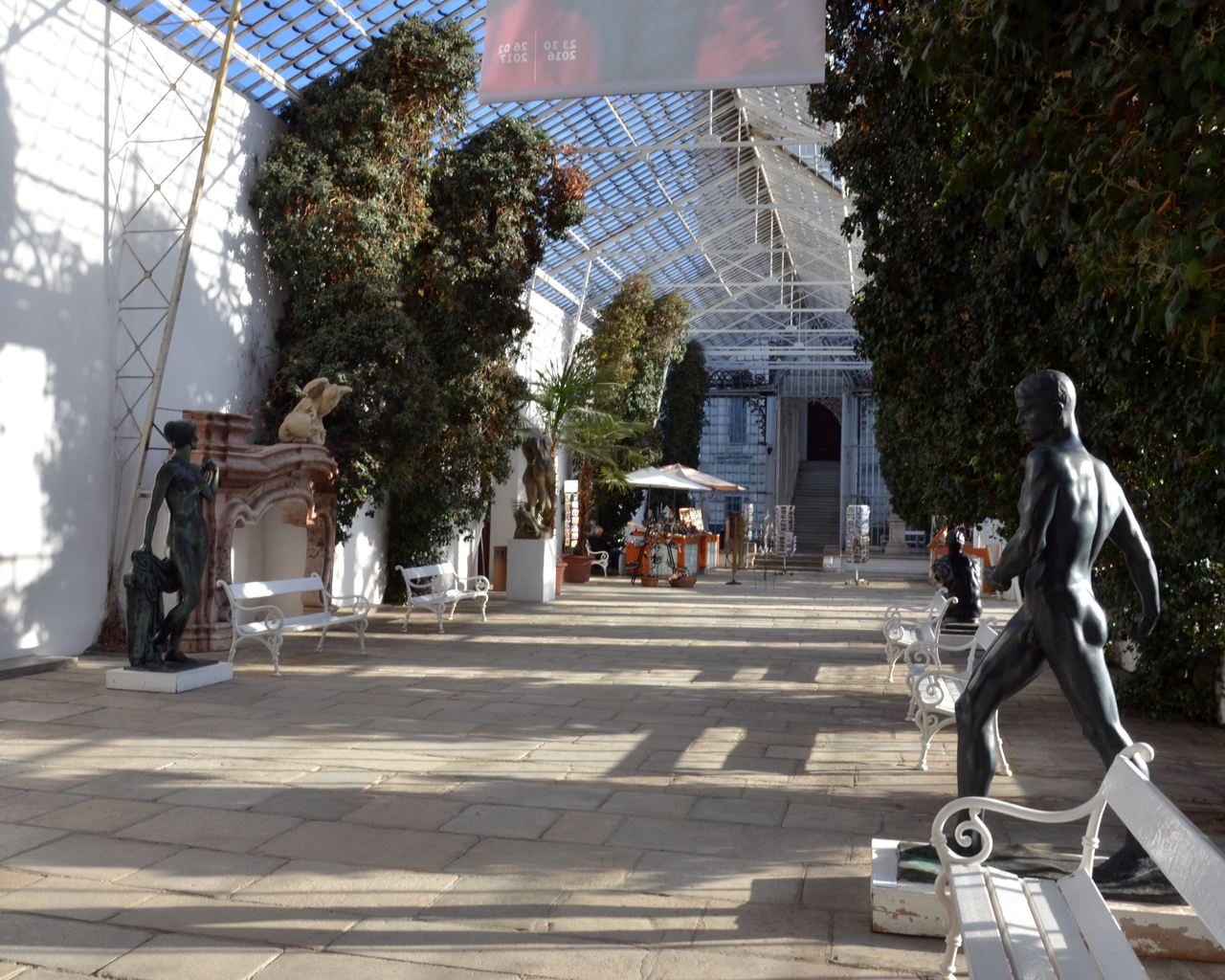
Alšova jihočeská galerie

Významný galerijní život se ale rozvíjí stále více i mimo Prahu. Nejvýznamnější mimopražskou galerií je Moravská galerie v Brně (vystavuje v pěti budovách: Místodržitelský palác, Pražákův palác, Uměleckoprůmyslové muzeum, Jurkovičova vila v Brně a Rodný dům Josefa Hoffmanna v Brtnici u Jihlavy). K dalším brněnským epicentrům výtvarného života patří Fait Gallery v bývalé továrně Friedricha Wanniecka nebo Dům umění města Brna. Ostrava se od roku 2022 může pochlubit jedním z nejzajímavějších výstavních prostorů v Česku, tehdy se tamní galerie Plato Ostrava nastěhovala do zrekonstruovaných městských jatek z konce 19. století. Ostravská galerie má ambice stát se jednou z nejvýznamnějších ve Střední Evropě. Typickými krajskými uměleckými centry jsou Galerie moderního umění v Hradci Králové, Západočeská galerie v Plzni nebo Muzeum umění Olomouc. Že v krajském městě může dobře prosperovat i soukromá galerie a vzít na sebe úkol galerie krajské dokazuje Galerie Emila Filly v Ústí nad Labem. Ani Pardubice již nestojí stranou, nadšení vyvolala konverze tamních Automatických mlýnů na sídlo Gočárovy galerie. Krajská galerie výtvarného umění ve Zlíně má k dispozici jeden z baťovských mrakodrapů, logicky proto věnuje i více pozornosti architektuře. 
Čilý ruch ale panuje i v menších městech, například v Galerii Středočeského kraje v Kutné Hoře. V Jihočeském kraji má vysokou prestiž Alšova jihočeská galerie v Hluboké nad Vltavou. Obrazárna zámku Kroměříž vystavuje patrně nejcennější výtvarné dílo na českém území: obraz benátského malíře Tiziana Apollo a Marsyas. Galerie Benedikta Rejta v Lounech dostala k dispozici bývalý pivovar a budí respekt svým zaměřením na abstrakci. Že se dobře snáší stará architektura a moderní umění dokazuje Galerie Kaple ve Valašském Meziříčí. Pobyt slavného rakouského malíře Egona Schieleho v Českém Krumlově připomíná Egon Schiele Art Centrum.